# Modena
Modena (AFI: /ˈmɔdena/ , Mòdna in dialetto modenese) è un comune italiano di 184 873 abitanti, capoluogo dell'omonima provincia in Emilia-Romagna.
Nelle fonti le prime notizie su Modena risalgono alla guerra tra Romani e Boi che abitavano nel territorio chiamato fin dalla prima epoca repubblicana Gallia Cisalpina o Gallia Citeriore. Il centro fungeva da presidio anche prima della fondazione ufficiale della città da parte dei romani.
La città, infatti, è stata ritualmente fondata nel 183 a.C., come colonia di diritto romano, (colonia (diritto internazionale)) dai triumviri Marco Emilio Lepido, Tito Ebuzio Parro e Lucio Quinzio Crispino i quali condussero da Roma duemila cittadini. Dal VI secolo Modena è una città ducale del Regno longobardo (Ducati longobardi) al confine con i possedimenti dell'Impero romano d'Oriente cioè l'Impero bizantino. (Storia di Modena). Come la maggior parte dei comuni lombardi nel 1167 Modena aderisce alla Lega Lombarda contro Federico Barbarossa. Dal 1598 al 1859 fu capitale del Ducato di Modena e Reggio ed è un'antica sede universitaria ed arcivescovile. Nel 1757 il Duca Francesco III d'Este fondò l'Accademia militare per la formazione degli ufficiali dell'esercito Estense con sede nel palazzo ducale. Con l'unità d'Italia il Palazzo Ducale fu sede della Scuola militare del sabaudo Regno di Sardegna di Vittorio Emanuele II, poi Regno d'Italia, evolutasi nei decenni fino a divenire nel 1947 Accademia Militare dell'Esercito e dell'Arma dei Carabinieri.
Il Duomo, la Torre Civica e la Piazza Grande della città sono inserite, dal 1997, nella lista dei siti italiani patrimonio dell'umanità dall'UNESCO.

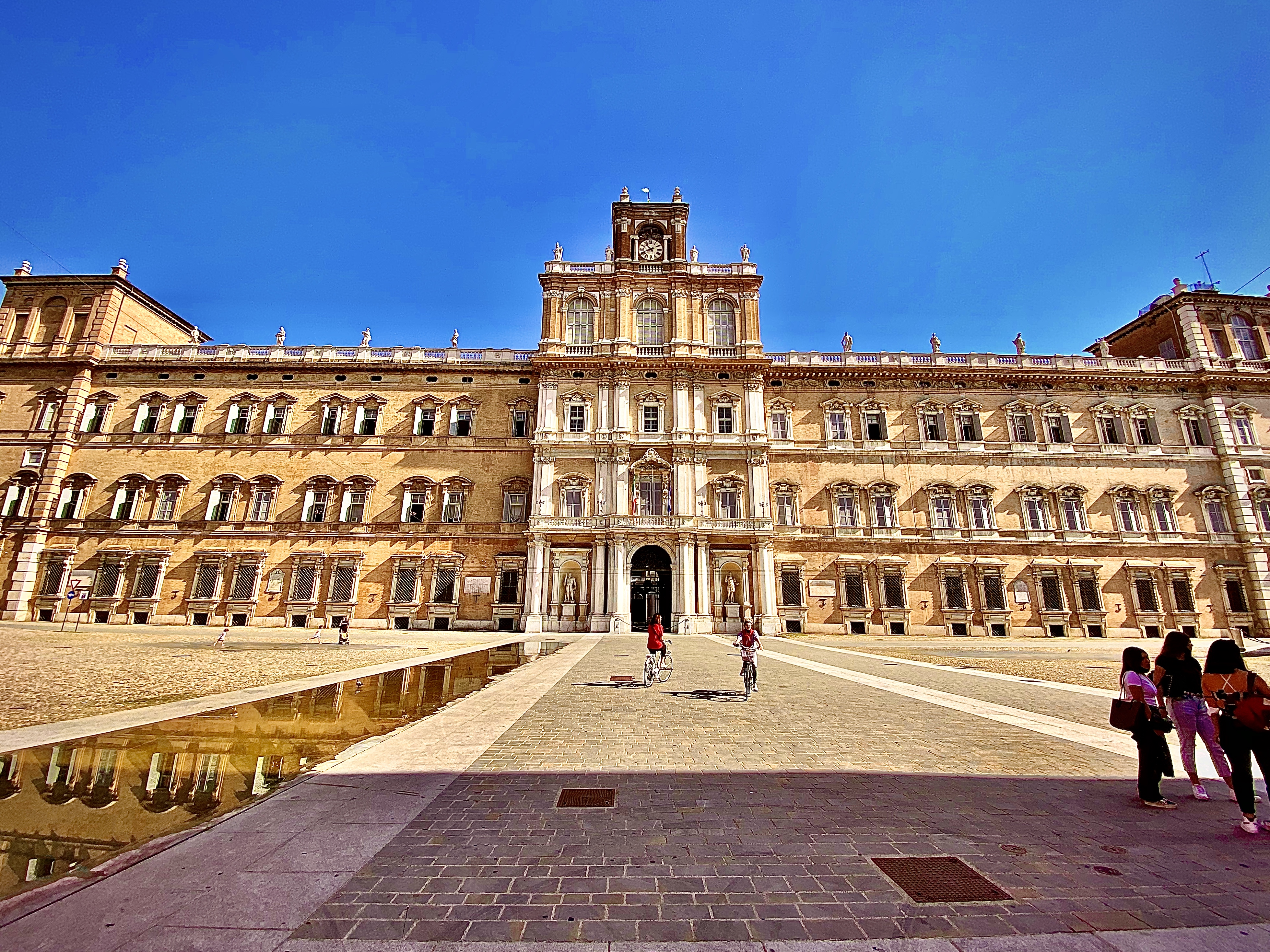
Palazzo Ducale, Modena.

## Geografia fisica

### Territorio
La città si trova circa al centro della provincia di cui è capoluogo, nella Val Padana, in un territorio completamente pianeggiante. Due fiumi la fiancheggiano, senza peraltro attraversarla: la Secchia e il Panaro, la cui importanza per la città è testimoniata anche dalla presenza della Fontana dei due fiumi dello scultore modenese Giuseppe Graziosi, situata in Largo Garibaldi.
Nasce all'interno della città il canale Naviglio, che sfocia nel fiume Panaro all'altezza di Bomporto. Un tempo accessibile al trasporto fluviale, il canale è ora sotterraneo e non accessibile all'interno della città.
Le prime propaggini dell'Appennino Modenese si trovano tra i 15 e i 20 km a sud della città, già fuori dal territorio comunale, nei comuni non confinanti di Sassuolo, Fiorano Modenese, Maranello e Castelvetro di Modena.
Fino alla metà del XIX secolo, la città aveva due darsene: una interna alle mura, nell'attuale Corso Vittorio Emanuele, e una esterna (il bacino) all'altezza del cavalcaferrovia della Sacca, interrata nel 1936. Dei canali di Modena rimane traccia nei nomi delle strade, in particolare nel Centro Storico: esistono infatti vie chiamate Canal Grande, Canal Chiaro, Canalino, Canaletto e così via.

#### Sismicità
Il territorio modenese è stato colpito da un forte terremoto nel maggio 2012. Ci furono due scosse principali a distanza di nove giorni l'una dall'altra della magnitudo 5,9 e 5,8, entrambe con epicentro nella bassa pianura padana della provincia tra i 20 e i 35 chilometri dalla città. Il sisma ha distrutto i comuni vicini all'epicentro. Modena non ha avuto danni importanti se non leggere lesioni in alcune vecchie chiese tra cui il Duomo, soprattutto in seguito alla seconda scossa da 5,8.

### Clima
Il clima è tipicamente padano, con influssi sub-continentali: gli inverni sono umidi, freddi (temperature medie minime sotto lo zero anche per diverse settimane) e moderatamente nevosi, con 35 cm medi annui di accumulo. In autunno e in inverno è assai frequente il fenomeno della nebbia, spesso molto fitta e costante anche per diversi giorni di fila. Bisogna comunque sottolineare, che negli ultimi 20 anni, il clima si è in buona parte modificato, sia per quanto riguarda le precipitazioni nevose molto diradate sulla città rispetto ad un tempo e in alcuni anni quasi inesistenti, e anche per quanto riguarda le nebbie, ormai rarissime in città e nelle sue adiacenze, ma ancora un po' più persistenti nelle campagne, in particolare verso la bassa emiliana. Esiste inoltre una significativa escursione termica tra l’estate e l’inverno: i mesi estivi e sempre più spesso anche quelli di fine primavera, sono infatti caldi e particolarmente afosi, con punte massime ben al di sopra di 35 °C. La percezione delle temperature, in estate così come in inverno, è spesso alterata dall'elevato tasso di umidità.
| Modena              | Mesi | Mesi | Mesi | Mesi | Mesi | Mesi | Mesi | Mesi | Mesi | Mesi | Mesi | Mesi | Stagioni | Stagioni | Stagioni | Stagioni | Anno |
| Modena              | Gen  | Feb  | Mar  | Apr  | Mag  | Giu  | Lug  | Ago  | Set  | Ott  | Nov  | Dic  | Inv      | Pri      | Est      | Aut      | Anno |
| ------------------- | ---- | ---- | ---- | ---- | ---- | ---- | ---- | ---- | ---- | ---- | ---- | ---- | -------- | -------- | -------- | -------- | ---- |
| T. max. media (°C)  | 4,4  | 7,7  | 12,3 | 17,5 | 22,3 | 26,2 | 29,0 | 27,7 | 23,7 | 18,0 | 10,8 | 5,2  | 5,8      | 17,4     | 27,6     | 17,5     | 17,1 |
| T. min. media (°C)  | 0,0  | 2,1  | 5,0  | 9,0  | 13,2 | 16,9 | 19,5 | 19,7 | 15,8 | 11,3 | 6,0  | 0,9  | 1,0      | 9,1      | 18,7     | 11,0     | 10,0 |
| Precipitazioni (mm) | 52   | 41   | 44   | 48   | 52   | 50   | 38   | 47   | 51   | 64   | 69   | 56   | 149      | 144      | 135      | 184      | 612  |
| Giorni di pioggia   | 7    | 6    | 6    | 6    | 7    | 6    | 4    | 6    | 5    | 6    | 9    | 7    | 20       | 19       | 16       | 20       | 75   |

A causa della scarsa ventilazione della pianura padana e dell'elevato traffico veicolare, Modena è tra i primi posti tra le città più inquinate d'Europa, dietro alle italiane Torino, Brescia e Milano.

## Origini del nome
Il nome latino della città era Mutina. L'etnico era Mutinenses, Mutinensis. o Multinenses Le fonti greche parlano di Μουτίνη, Μοτίνη Μουτίναν.
Questo toponimo viene messo in relazione con l'etrusco mutna, o mutana, "tomba", a sua volta forse derivato da una radice anteriore (preromana o "mediterranea") *mut(t) o *mot(t) che dà nome ad un "rialzo di terreno", una "collina". In realtà da un punto di vista orografico la città si trovava non su un'altura, bensì in una depressione, motivo per il quale alcuni ritengono che il nome sia piuttosto da mettere in connessione con la civiltà terramaricola.
Nel IV secolo è citata come Mutena e successivamente Mòtina e Mòdana, da cui Modena, in dialetto locale Mòdna (con la tipica sincope dei dialetti emiliani).

## Storia

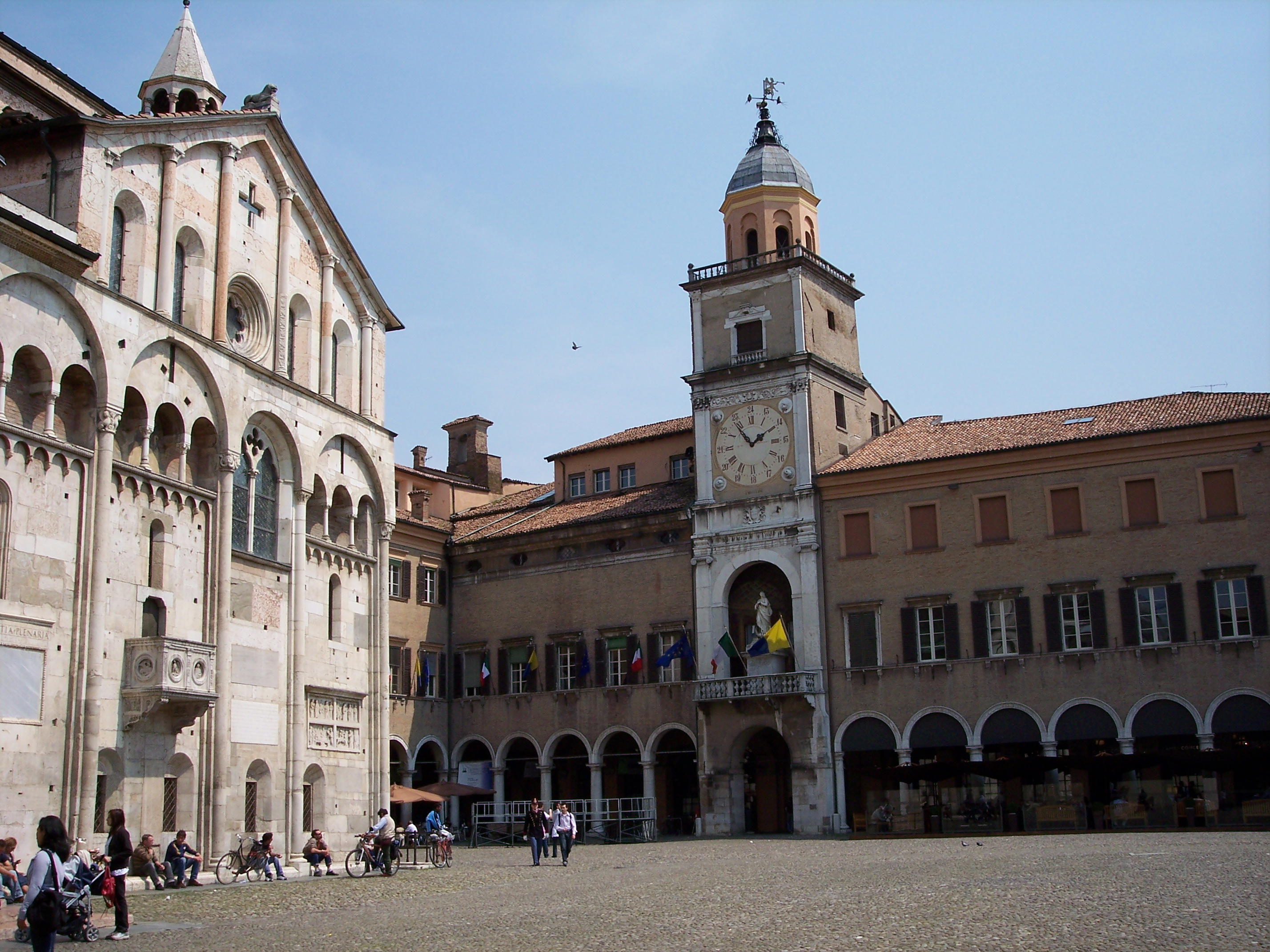
Palazzo Comunale e Duomo

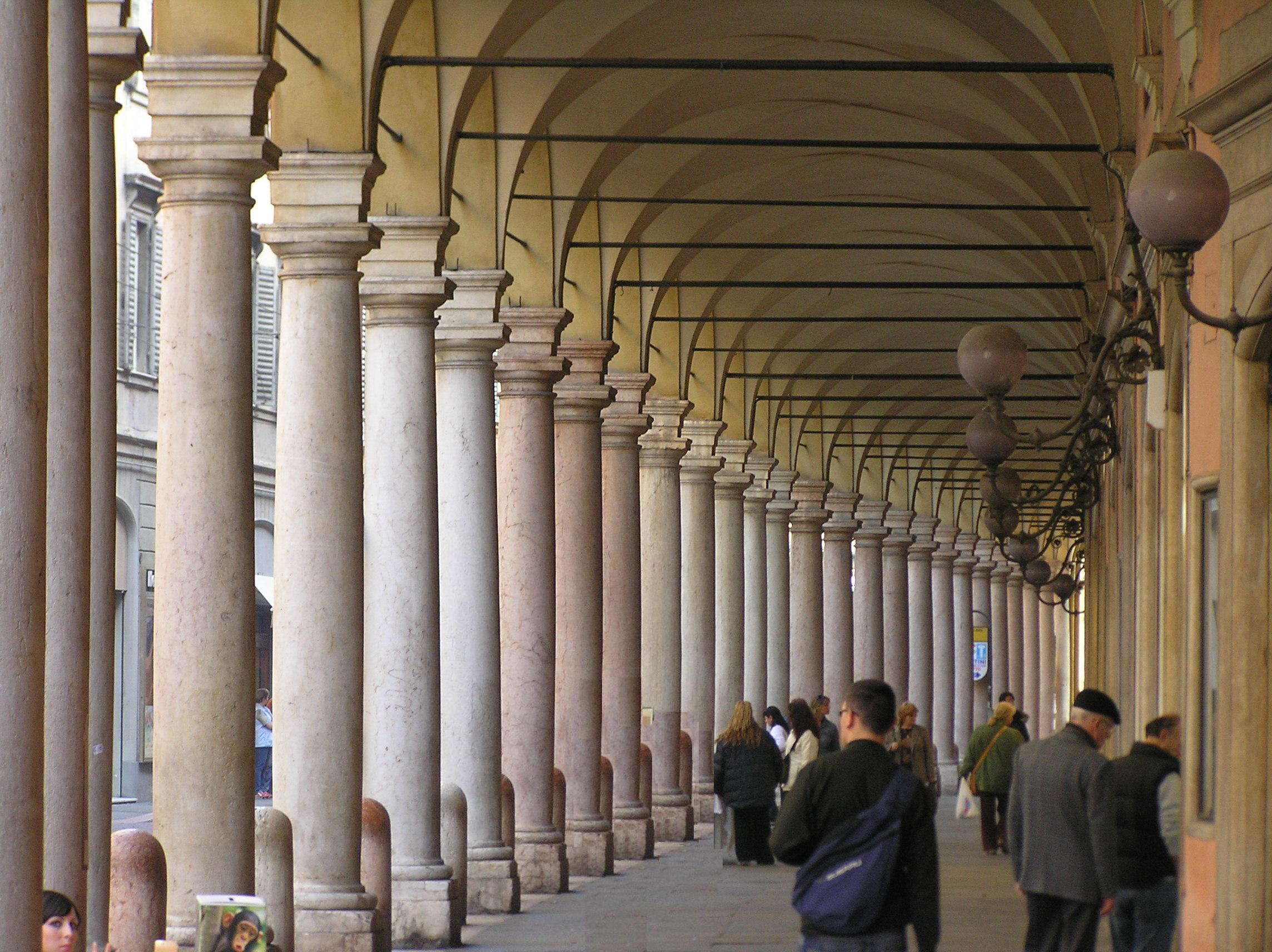
Portici del Collegio, in Via Emilia centro

(Cicerone, Filippiche)

### Età antica e Medioevo
Le origini più antiche sembrano liguri o celto-liguri. Successivamente fu un insediamento etrusco, poi gallico (Galli Boi). Nel 183 a.C. venne fondata come colonia romana da mille cives provenienti da Roma guidati dai triumviri Marco Emilio Lepido, Tito Ebuzio Parro e Lucio Quinzio Crispino. Divenne capoluogo dell’ex Gallia Cisalpina e sede del governatore per due secoli. Successivamente Modena venne abbandonata fra il V e il VII secolo, causa le numerose inondazioni dei fiumi Secchia e Panaro, gli abitanti si rifugiarono nel vicino borgo più a ovest, Cittanova. Tornò a ripopolarsi gradualmente intorno alla sede vescovile, che aveva assunto la guida della città e il vescovo Leodoino la fece cingere di mura nell'891. Durante la signoria dei vescovi, venne eretta la nuova cattedrale. Il potere vescovile ebbe termine con l'autonomia comunale nel 1135 ma, nel 1249, con la battaglia di Fossalta, Modena ghibellina venne sconfitta da Bologna guelfa facendo tornare al potere il partito filovescovile degli Aigoni capitanato dal vescovo Alberto Boschetti, nel 1288, si consegnò agli Estensi di Ferrara. Il 15 novembre 1325 nella battaglia di Zappolino Modena inflisse una pesante sconfitta ai bolognesi fino a giungere sotto le mura della città delle due torri e ad assediarla. Dopo una settimana i modenesi tolsero l'assedio e tornarono in città portando come trofeo un secchio di legno sottratto da un pozzo fuori porta San Felice, la "Secchia Rapita" che divenne spunto per l'omonimo poema eroicomico del poeta modenese Alessandro Tassoni.

### Età moderna e contemporanea
Modena diventò veramente la "città estense" solo dopo il 1598, quando il duca Cesare trasferì da Ferrara a Modena la capitale del suo ducato. Uno Stato destinato a barcamenarsi con alterne fortune nelle lotte tra le potenze italiane ed europee, e che malgrado le ripetute occupazioni da parte degli eserciti stranieri (i francesi nel 1702; gli austriaci nel 1742) resisterà fino all'unificazione dell'Italia, con una sola interruzione nel periodo napoleonico.
A questo periodo risalgono le enormi spoliazioni napoleoniche del ducato di Modena: furono sottratte collezioni di opere d'arte, beni archivistici e librari, ma anche la collezione glittica degli Este. Durante l'occupazione francese, diverse opere d'arte presero la via della Francia. Secondo il catalogo pubblicato nel Bulletin de la Société de l'art français del 1936, delle 20 opere d'arte provenienti da Modena e inviate in Francia nel giugno 1796, solo 10 fecero ritorno in Italia dopo il Congresso di Vienna, mentre delle 30 opere d'arte trafugate nell'ottobre del 1796, solo 11 fecero ritorno.
Il Risorgimento poté contare su larghe adesioni fra i Modenesi, tra cui Ciro Menotti e i numerosi gruppi mazziniani e carbonari della città che votarono compattamente per l'Unità d'Italia nel Plebiscito del 1860. Tra fine Ottocento e inizio Novecento l'Emilia (e in particolare la provincia di Modena) divenne un baluardo socialista prima e comunista poi.
Il fenomeno dell'occupazione delle terre fu molto forte e si scontrò con la violenza fascista. Dopo il settembre 1943, Modena e i suoi comuni dovettero sopportare umiliazioni ad opera degli occupanti tedeschi e della milizia fascista. Nonostante la repressione, la Resistenza ebbe, con alterne vicende, una presenza sempre attiva nel territorio. Dopo la guerra quella zona che per i vent'anni del regime veniva chiamato "Il Triangolo Nero" (in quanto completamente controllato dai fascisti) prese il nome di "Triangolo Rosso" o "Triangolo della morte". Tale denominazione viene usata da diversi storici per ricordare le circa 2000 uccisioni di civili e militari perpetrate, dopo la caduta del regime fascista e particolarmente nel biennio 1946-1948, da alcune brigate di ex-partigiani comunisti che si erano dati il nome di "Gruppi d'Azione Partigiana" (GAP), come rappresaglia contro chi veniva ritenuto compromesso con il regime.
Il 9 gennaio 1950, sei operai vennero uccisi dai carabinieri nell'eccidio delle Fonderie Riunite di Modena, avvenuto durante una manifestazione che chiedeva la riapertura delle Fonderie Riunite.
Negli anni del dopoguerra Modena conosce con il boom economico un periodo di benessere senza precedenti. Il successo della città è legato soprattutto all'affermarsi di piccole industrie dai prodotti unici al mondo, come Ferrari o Maserati o Panini, o come i poli ceramico di Sassuolo, tessile di Carpi e biomedicale di Mirandola, e alla valorizzazione dei prodotti tipici della regione. 

### Simboli
(motto riportato sullo scudo araldico cittadino)
Lo stemma del comune di Modena è stato riconosciuto con decreto del Capo del Governo del 27 novembre 1934. La sua descrizione araldica, come riportato dalla pagina relativa sul sito del comune è:
Le trivelle, come strumenti usati per scavare i pozzi, alludono alla grande ricchezza d'acqua del territorio modenese, un tempo ricco di canali e affioramenti spontanei (fontanazzi). Questa abbondanza è andata decrescendo a partire dalla seconda metà del XX secolo, soprattutto a causa dello sfruttamento a fini industriali e abitativi della falda freatica, che ne ha provocato l'abbassamento.
La frase latina Avia pervia significa "Rendiamo facili le cose difficili": probabilmente ideato dal letterato Giovanni Maria Barbieri nel 1561, fu ufficialmente adottato nel secolo XVII, quando il sigillo accompagnato dalle trivelle e dal motto venne apposto ad un codice degli statuti dei calzolai.

### Onorificenze
Modena è tra le Città decorate al Valor Militare per la Guerra di Liberazione perché è stata insignita della Medaglia d'Oro al Valor Militare il 29 marzo 1947 per i sacrifici delle sue popolazioni e per la sua attività nella lotta partigiana durante la seconda guerra mondiale.

### Ricorrenze
- Fiera di Sant'Antonio, il 17 gennaio.
- Fiera di San Geminiano, il 31 gennaio, patrono della città, durante la quale in duomo viene scoperta la salma e si dà ai fedeli la possibilità di baciare il braccio del santo, conservato in un'urna di medesime forme.
- "Mak Π 100": saggio ginnico degli allievi dell'Accademia militare di Modena e gran ballo delle debuttanti cento giorni prima della promozione a ufficiale degli allievi del secondo anno. Nel mese di maggio.
- Festival filosofia: lezioni magistrali ed eventi culturali legati alla Filosofia. Nel mese di settembre. Vi partecipano nomi illustri e docenti universitari di primo piano.
- Mercato dell'antiquariato: è la più grande fiera antiquaria della regione Emilia-Romagna. Si svolge ogni quarto sabato e domenica del mese in Piazza Grande.
- Eventi gastronomici e commerciali, in Centro Storico: mercatino internazionale, Modena in fiore (alcune vie del centro si rivestono completamente di fiori, quasi si trattasse di giardini all'aperto), Stuzzicagente (una giornata di degustazioni a tappe nel centro storico di Modena, normalmente due edizioni all'anno in primavera e in autunno).
- Modena Organ Festival: costituisce una serie di appuntamenti nelle chiese più importanti della città, ove si esibiscono validi organisti di fama internazionale. Solitamente si svolge nei mesi giugno - settembre. Il festival è organizzato dall'Associazione Amici dell'Organo "J.S.Bach".[30]
- Modena Terra di Motori. Ogni anno in aprile o maggio.[31]
- Il Carnevale, di giovedì grasso con la presenza della maschera cittadina, Sandrone e la famiglia Pavironica.
- NODE festival, festival musicale annuale.
- Modena Smart Life, iniziato nel 2016, è un evento annuale di fine settembre a carattere economico.[32]

## Monumenti e luoghi d'interesse

### Architetture religiose

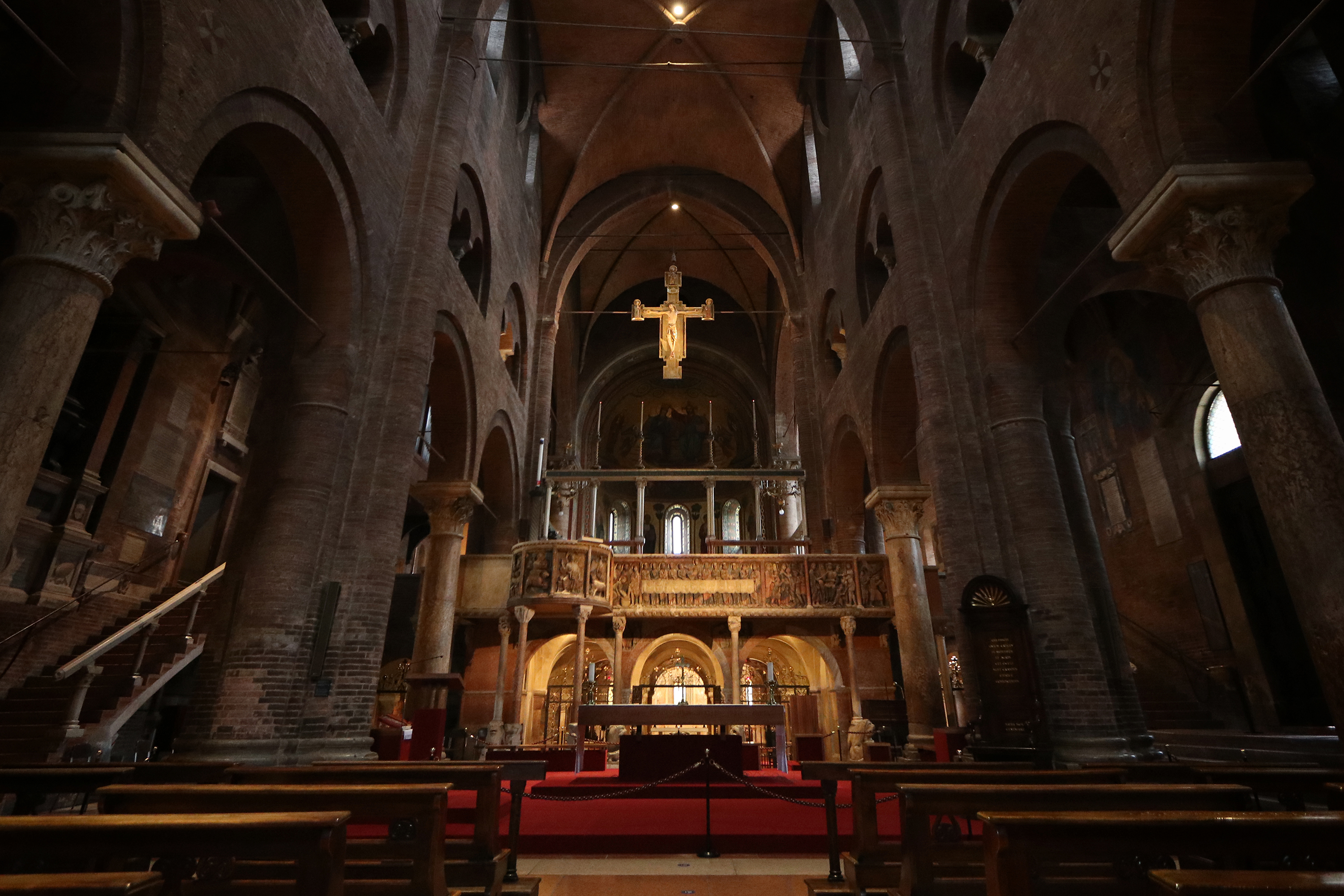
Interno del Duomo di Modena

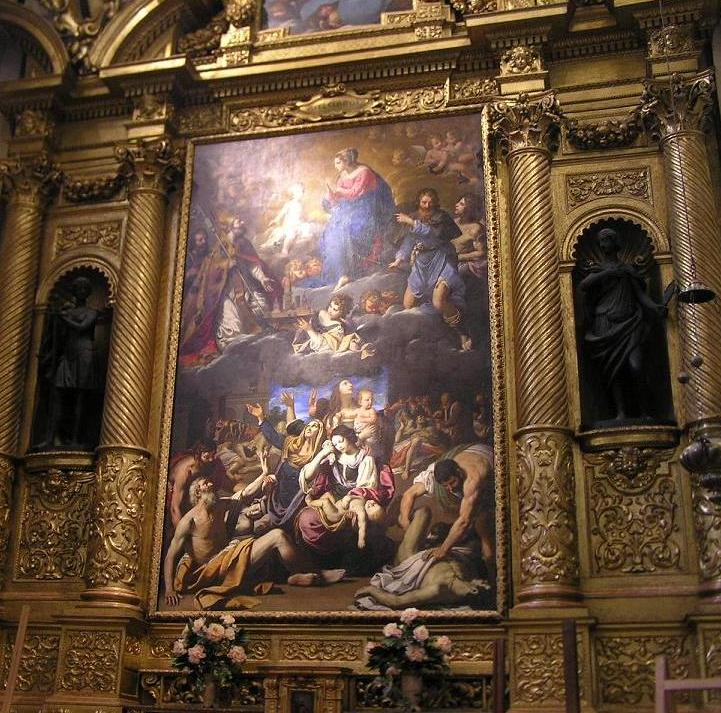
Pala della Peste nella navata sinistra, di Lodovico Lana

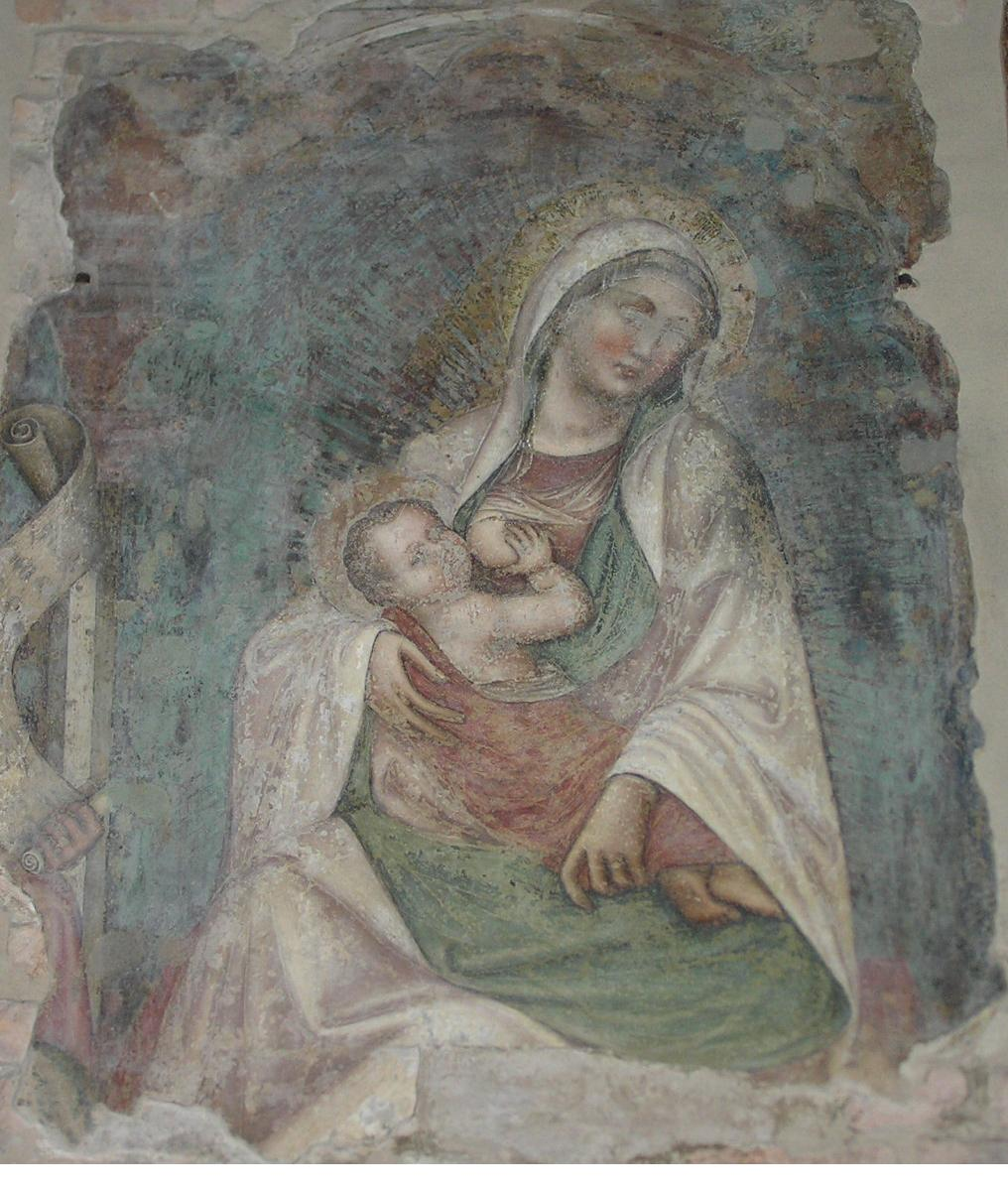
Affresco trecentesco di Tommaso da Modena in Sant'Agostino

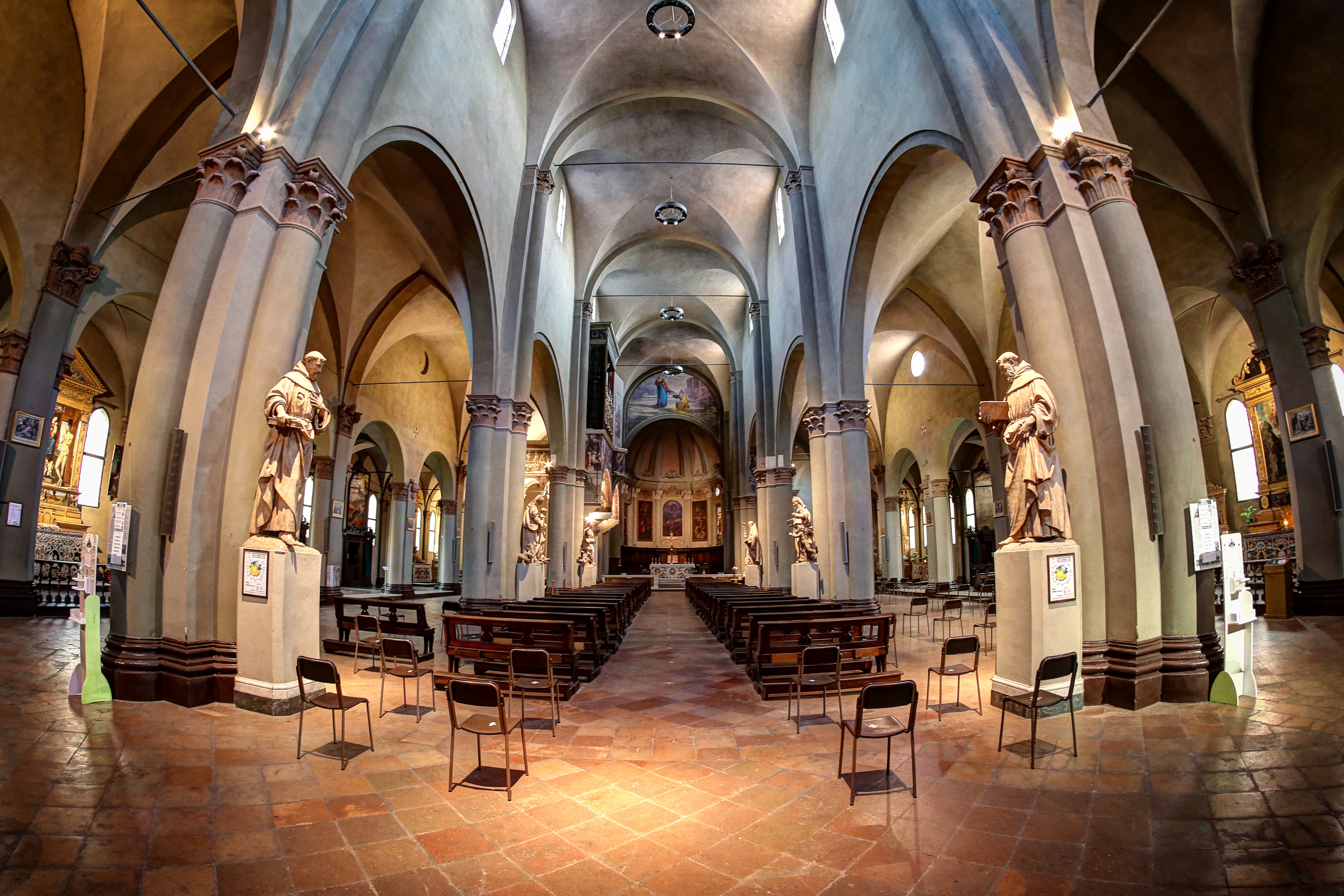
Vista interna della Chiesa di San Pietro

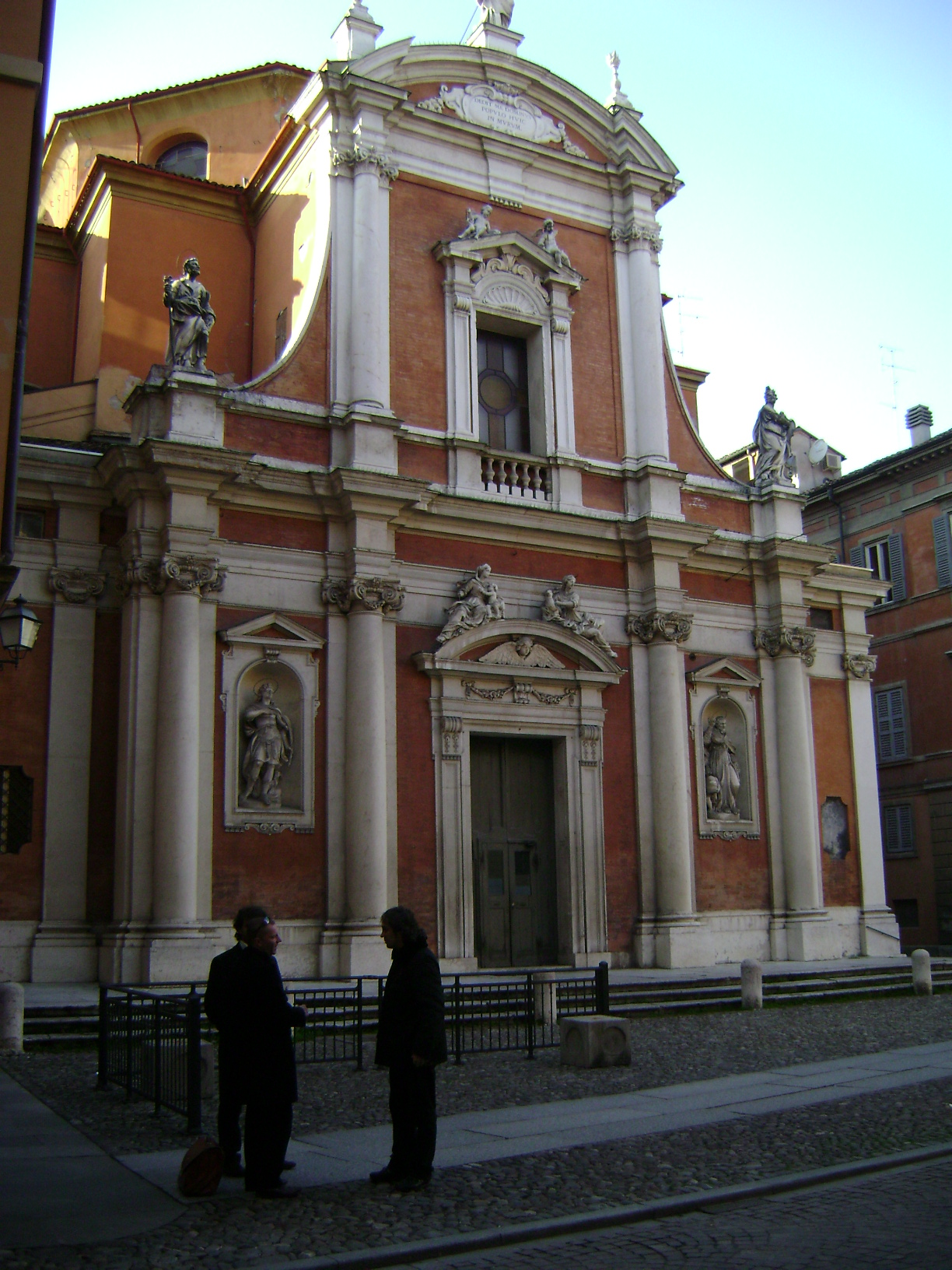
Chiesa di San Giorgio

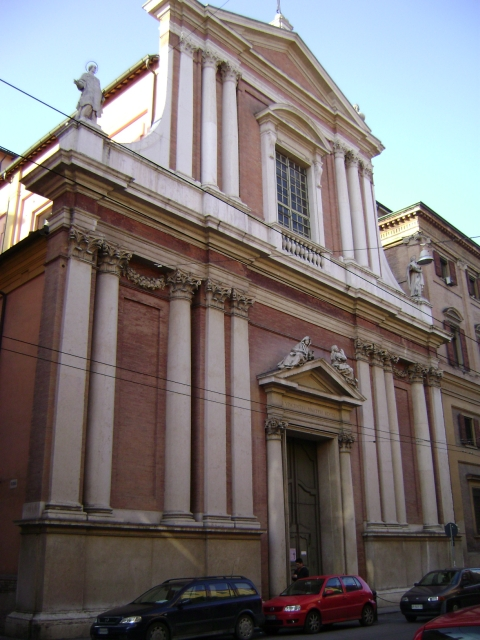
Chiesa di San Vincenzo

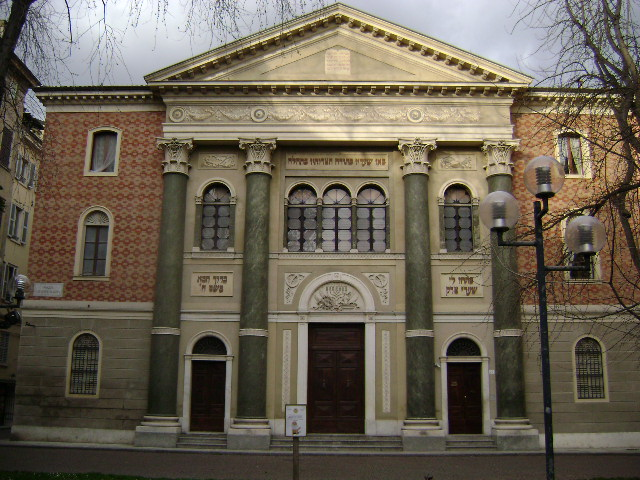
Tempio israelitico di Modena

- Duomo di Modena. La cattedrale è stata edificata dall'architetto Lanfranco nel 1099, nel sito del sepolcro di san Geminiano, patrono di Modena. Al suo fianco sorge la torre campanaria detta la Ghirlandina.
- Ghirlandina. La Ghirlandina, alta 86 metri, è la torre campanaria del Duomo di Modena e simbolo della città. Riconosciuta come patrimonio dell'umanità dall'UNESCO nel 1997, fu costruita a partire dal 1179, fu rialzata come Torre di San Geminiano, e ulteriormente rialzata nei due secoli successivi. Fu restaurata alla fine dell'ottocento e nuovamente tra il 2008 e il 2011.
- Chiesa di Santa Maria della Pomposa - Aedes Muratoriana. È una delle chiese più antiche della città ma l'edificio conserva poco della sua struttura originale: oltre alla muratura della metà inferiore della chiesa, nella facciata è possibile distinguere la traccia di un'antica porta romanica poi chiusa, e tracce della decorazione a denti di sega del sottotetto sinistro e dell'oculo centrale, mentre la torre massiccia al fianco dell'edificio (forse parte di un castello medievale) è mozza a una certa altezza. È stata sede parrocchiale e dimora di Ludovico Antonio Muratori, che ne fu prevosto. Conserva un ciclo di dipinti del Seicento e del Settecento su San Sebastiano, opera di Bernardino Cervi e Francesco Vellani. Con la canonica costituisce il complesso dell'Aedes Muratoriana (Casa del Muratori), sede della Deputazione di Storia patria e del Museo Muratoriano.
- Chiesa del Voto. Sorge sulla via Emilia di fronte a corso Duomo e prende il nome da un voto del Comune modenese e del duca Francesco I d'Este fatto nel 1630, quando la città fu investita da una gravissima epidemia di peste. Il voto del Comune fu appunto di costruire, se e quando fosse cessata l'epidemia, una chiesa. Il duca la fece costruire e fu dedicata alla Madonna della Ghiara, protettrice di Reggio. Architetto fu Cristoforo Galaverna che nell'opera unì vari stili. Lodovico Lana dipinse una pala che rappresenta nella parte inferiore scene della peste e in quella superiore la Vergine col Bambino con santi, angeli. Su un piatto è l'offerta della città, riconoscibile dalle torri del duomo e del palazzo comunale. La pala di Santa Cecilia, commissionata a Giuseppe Fantaguzzi e inizialmente nella chiesa del Voto è stata trasferita a Spilamberto.
- Chiesa di Sant'Agostino. Di fianco al palazzo dei Musei si affaccia sul piazzale Sant'Agostino questa chiesa (chiamata anche Pantheon Atestinum, in quanto adornata con statue e busti di santi e beati della casa d'Este, o in qualche modo imparentati con essa), che, eretta nel Trecento (nel sito di una precedente "chiesa degli agostiniani" fondata nel 1245) e recante ancora sul fianco sinistro numerose tracce di quell'epoca, ha però attualmente una spiccata fisionomia seicentesca. Essa fu infatti profondamente modificata nel 1663, per volere della duchessa Laura Martinozzi, che volle che fossero qui celebrati i solenni funerali del duca Alfonso IV suo marito: la sobria struttura trecentesca è ornata da una ricca decorazione di stucchi e da un pregevole soffitto a cassettoni, sul quale più artisti dipinsero ritratti di nobili e santi. Spicca invece per intensità drammatica il gruppo scultoreo in terracotta della Deposizione della Croce (1476), capolavoro del modenese Antonio Begarelli (nella prima cappella a destra). La pale del secondo altare a destra è San Michele Arcangelo (1733) del pittore modenese Giacomo Zoboli. Altra traccia visibile dell'antica chiesa, conservata all'interno, è l'affresco trecentesco della Madonna della consolazione, di Tommaso da Modena: una Maria ritratta con delicata naturalezza nell'atto di allattare il bambino.
- Chiesa di San Carlo. Fu eretta a partire dal 1664 su disegno di Bartolomeo Avanzini. Alla sua morte la progettazione fu affidata al capomastro muratore, il confratello Giovanni Pietro Piazza. Terminati i lavori, che durarono più di un secolo, fu infine consacrata nel 1766. La chiesa ripropone in dimensioni ridotte la chiesa di San Carlo ai Catinari di Roma (ad esclusione della cupola), ed era stata voluta per dare al Collegio San Carlo, o Collegio dei Nobili (fondato nel 1626) un degno luogo di culto. La facciata è costruita in laterizio con fregi marmorei e timpano triangolare che chiude il prospetto della facciata, mentre l'interno è a tre navate, sorrette da arcate e delimitate da quattro grossi corpi centrali su cui si imposta la cupola. L'abside ospita l'altar maggiore in marmo rosso di Verona, datato 1828. La monumentale ornamentazione in stucco che orna l'abside è opera di Antonio Traeri detto Il Cestellino, e ospita una tela di Marcantonio Franceschini rappresentante la peste di Milano del 1576: la Madonna col Bambino siede in cielo, sotto di lei l'infuriare del morbo e San Carlo Borromeo tra altri personaggi che prega inginocchiato presso la Croce. A seguito di numerosi interventi di restauro, l'ultimo dei quali risale dal 1980, la chiesa, non più officiata, è stata infine adibita ad auditorium. Fa parte di una struttura più ampia denominata complesso di San Carlo, che comprende anche una cappella, un teatro, una biblioteca, oltre allo scenografico porticato. Il complesso ospita la Fondazione Collegio San Carlo (già "Collegio dei Nobili di San Carlo"), istituto privato di ricerca che svolge funzioni di rilevanza pubblica in ambito formativo e culturale con particolare attenzione alla filosofia, alle scienze umane e sociali e alle scienze religiose.
- Chiesa di San Giovanni Battista. Unica chiesa antica modenese completamente isolata (ossia senza edifici sorti addosso ai suoi muri), se si eccettua il Duomo (isolato agli inizi del secolo), è posta all'angolo tra via Emilia e l'odierna Piazza Matteotti. Sorta sul luogo di una più antica chiesa dedicata a San Michele, fu ricostruita nel Cinquecento, ma rivela nei decori e nella struttura (la cupola, ellittica e non circolare) le profonde modifiche subite nel Settecento. Notevole l'organo costruito dall'organaro Agostino Traeri. Contiene tuttora il capolavoro dello scultore cinquecentesco modenese Guido Mazzoni, la Deposizione dalla croce (1476), un gruppo di statue in terracotta policrome particolarmente interessanti.
- Chiesa di San Francesco. I frati francescani arrivarono a Modena molto presto: si ha notizia di un convento fuori le mura già nel 1221, quando Francesco d'Assisi era ancora vivo. La chiesa fu costruita molto lentamente, a partire dal 1244, e due secoli dopo non era ancora terminata.[33] Di sobrio stile gotico all'esterno, le cui tracce restano visibili sul fianco settentrionale, ma principalmente nella facciata, che ha mantenuto pressoché integra la sua struttura, (ma in parte è dovuto a ristrutturazioni ottocentesche), all'interno è piuttosto rimaneggiata, e ospita uno dei capolavori del Begarelli, la Deposizione del Cristo dalla Croce: un gruppo di tredici statue "fotografate" in un momento intensamente drammatico. Fronteggia la facciata della chiesa una piacevole fontana con statua di San Francesco, opera di Giuseppe Graziosi (1920).
- Chiesa di San Pietro Apostolo. La tradizione vuole che la Chiesa sorga nel sito di un antichissimo tempio a Giove Capitolino. La chiesa attuale è stata però edificata a partire dal 1476 secondo un progetto dell'architetto Pietro Barabani di Carpi. Venne consacrata nel 1518.[34] Si tratta di un bell'esempio di architettura rinascimentale a Modena (oltre che di una delle più belle chiese in città), impreziosita all'interno da un organo cinquecentesco, con intagli in legno dorato e portelli molto ben dipinti, da una Madonna attribuita a Giovanni Battista Salvi detto il Sassoferrato,[35] e soprattutto dalle numerose opere in terracotta realizzate dal Begarelli: i sei santi disposti intorno alla navata centrale, la Pietà e soprattutto il cosiddetto Apogeo Begarelliano, un gruppo raffigurante l'assunzione della Madonna tra i santi Pietro, Paolo, Benedetto e Geminiano.Il notevole campanile a vela fu eretto nel 1629. Adiacente alla chiesa si trova un'antica abbazia abitata da una congregazione di monaci benedettini. In origine il monastero di san Pietro venne fondato fuori le mura della città nel 996 come fondazione vescovile.[34]
- Chiesa di San Bartolomeo. Sede della Compagnia del Gesù fu eretta dai gesuiti tra il 1607 e il 1629; è una delle più grandi dell'intera provincia. La facciata è stata disegnata dal piacentino Andrea Galluzzi e al suo interno si possono ammirare numerosi affreschi, tra cui spicca quello che ricopre l'intera volta, opera di padre Giuseppe Barbieri.
- Chiesa di San Giorgio: È conosciuta anche come "Santuario della Beata Vergine Ausiliatrice del Popolo modenese", secondo il nome che le era attribuito fino ad un secolo fa. La Beata Vergine Ausiliatrice è naturalmente l'immagine della Madonna sull'altare maggiore, che anticamente era posta all'esterno del santuario affinché i Modenesi del tempo potessero venerarla. L'altare maggiore della chiesa fu realizzato in marmi policromi da Antonio Loraghi (1666). La chiesa è degna di nota per la sua pianta a croce greca (cioè composta di quattro bracci della stessa dimensione). Fu realizzata a partire dal 1647 da un progetto di Gaspare Vigarani e Cristoforo Malagola detto il Galaverna.
- Chiesa di San Vincenzo: Eretta nel 1617 su una chiesa precedente di cui si hanno notizie già dal Duecento. Attribuita erroneamente al grande architetto modenese Guarino Guarini, il quale nacque però sette anni più tardi. In realtà l'esecuzione della chiesa fu affidata a Paolo Reggiano e in seguito a Bernardo Castagnini, con cui il giovane Guarini forse collaborò. La chiesa è impreziosita dagli affreschi di Sigismondo Caula (con architetture dipinte di Sebastiano Sansone), raffiguranti le Vite di San Vincenzo e San Gaetano, quest'ultimo fondatore dell'ordine dei Teatini a cui la chiesa era stata affidata (la cupola, affrescata dallo stesso Caula e Tommaso Costa, è stata distrutta durante la guerra in un bombardamento). La chiesa ha ospitato, nella prima cappella a sinistra, anche una tela di Guercino, rubata da ignoti nell'agosto 2014. Fortunatamente la tela è stata successivamente recuperata a Casablanca (Marocco) nel Marzo del 2017; i danni riportati si sono rivelati notevoli. Alla fine del restauro tornerà nella sua sede originaria.
San Vincenzo è la sede dei monumenti funebri dei duchi estensi.
- Chiesa di San Biagio Vescovo Martire. La chiesa vide le origini nel 1319, assieme al monastero in cui si stabilirono i frati Carmelitani, ad opera della famiglia modenese dei Sadoleto in onore della Beata Vergine del Carmine. Fu in seguito ricostruita tra il 1646 e il 1658, durante il governo di Francesco I. Presenta una sola navata e presso le sei arcate (una per ogni lato) si trovano altari laterali. Il coro e l'imponente cupola furono affrescati da Mattia Preti, introdotto a Modena grazie all' amicizia e stima del Guercino. Accanto si trova un chiostro, ove è stata rinvenuta, a seguito di restauro, una lunetta affrescata del Trecento, raffigurante la Madonna col Bambino, San Martino e due offerenti.
- Chiesa di San Domenico. La chiesa è situata nel luogo dove nel 1243 i frati Predicatori eressero una prima chiesa, orientata liturgicamente con facciata ad ovest. All'arrivo degli Este a Modena e l'inizio dell'edificazione del nuovo Palazzo Ducale, la chiesa risultava molto vicina e disarmonica rispetto alla residenza estense, per questo nel 1707-1708 ne fu decisa la demolizione e l'edificazione di un nuovo tempio, con facciata allineata a quella del Palazzo. All'interno conserva un pregevole plastico di Antonio Begarelli, opera di forte realismo, che raffigura Gesù in casa di Marta. Nella cappella di San Vincenzo è conservato I quattro miracoli di San Vincenzo Ferrer (1736) di Giacomo Zoboli.
- Chiesa di Sant'Eufemia o dell'Adorazione. Secondo la tradizione, la chiesa e l'attiguo ex-monastero sorgono nel posto ove nel 681 era stato fondato, da una pia vedova con sette figlie, un ospizio per donne riunite sotto la regola di San Benedetto. La chiesa ha pianta ottagonale con lati disuguali, molti dei quali ospitano il presbiterio, due cappelle laterali e la porta. Nel presbiterio di fronte all'entrata si trova l'altar maggiore, in marmo bianco, e un dipinto che raffigura la Pietà del XVII secolo. Esternamente, nelle cornici a stucco, si trovano dipinti di figure simboliche risalenti al XX secolo, ad opera di Secondo Grandi. Vi sono rappresentati San Pietro che predica il Vangelo, il martirio di Sant'Eufemia e quello di San Pietro.
- Chiesa di Santa Maria delle Asse o della SS. Trinità. Situata in corso Canalgrande, la Chiesa di Santa Maria delle Asse è una delle chiese più antiche della città e deve la sua denominazione alla presenza di un ponte di legno, situato ove sorge oggi la chiesa, che permetteva l'attraversamento del canale. L'edificio risale al 1599. L'interno è ad una sola navata, con sei cappelle laterali riccamente decorate.
- Chiesa di San Barnaba. Ricostruita nel 1660 ma completata solo successivamente. Al suo interno, dipinti e arredi del XVIII secolo. La volta porta i dipinti di Jacopo Antonio Manini, autore anche delle parti architettoniche e dell'ornato con prospettive di mensole e festoni a chiaroscuro. I sei medaglioni che raffigurano temi allegorici e gli scudetti a chiaroscuro furono realizzati da Sigismondo Caula.
- Chiesa di Santa Maria delle Grazie: Documentata sino dal XV secolo, la chiesa risale al Settecento. L'interno è ad una sola navata con abside semicircolare; a lato comprende quattro cappelle e due cappellette. La volta fu dipinta da Fermo Forti nel XIX secolo. Sull'altare maggiore si ammira un'icona seicentesca che raffigura la Madonna con santi, opera di Francesco Vellani.
- Chiesa di Gesù Redentore. Situata in viale Leonardo da Vinci, 270, è opera dell'architetto Mauro Galantino, vincitore di un concorso indetto dalla Conferenza Episcopale Italiana. Consacrata nel 2008, la sua architettura modernissima ha suscitato ampio e vivace dibattito nella cittadinanza per le soluzioni innovative nell'articolazione degli spazi liturgici. Si inserisce in modo armonico nel tessuto urbano periferico, in rottura e allo stesso tempo in continuità con la tradizione più antica degli edifici religiosi modenesi.
- Chiesa di San Pietro Apostolo a Cittanova. Venne rifatta nel XIX secolo, ma la primitiva cappella risaliva all'VIII secolo
- Tempio monumentale ai caduti di Guerra. Fu eretto tra il 1923 e il 1929 su progetto di Domenico Barbanti, in collaborazione con Achille Casanova. Commemora i modenesi caduti per la prima guerra mondiale, i cui nomi sono incisi all'interno.
- Tempio israelitico di Modena. Venne costruito dalla comunità ebraica di Modena nel 1873 in stile neoclassico. Nei primi anni del '900 venne abbattuto il ghetto ebraico, creando l'attuale piazza Mazzini (inizialmente Piazza Libertà): la facciata, originariamente rivolta a ovest su via Coltellini, venne spostata verso sud, facendo da fondale scenico ad una delle piazze più importanti della città.
- Croce di san Geminiano. La Croce di san Geminiano o degli asini[36] (San Geminiano è il patrono di Modena), fu edificata nel 1267 in una via del vescovado di Modena, adiacente a un pozzo dove si abbeveravano gli asini, da cui il nome.[37] La croce rientrava probabilmente nella tradizione dei capitelli votivi, cioè croci, sacelli e colonne votive che venivano sovente costruiti agli angoli delle vie o altre zone simili, anche annessi alle fontane. (Il tema della croce di San Geminiano è comunque tradizionale nella cultura artistica modenese: si ricordi, ad esempio, l'omonima croce di san Gemignano collocata sulla fronte del Duomo di Modena, in prossimità della cuspide centrale).[38]

### Architetture civili

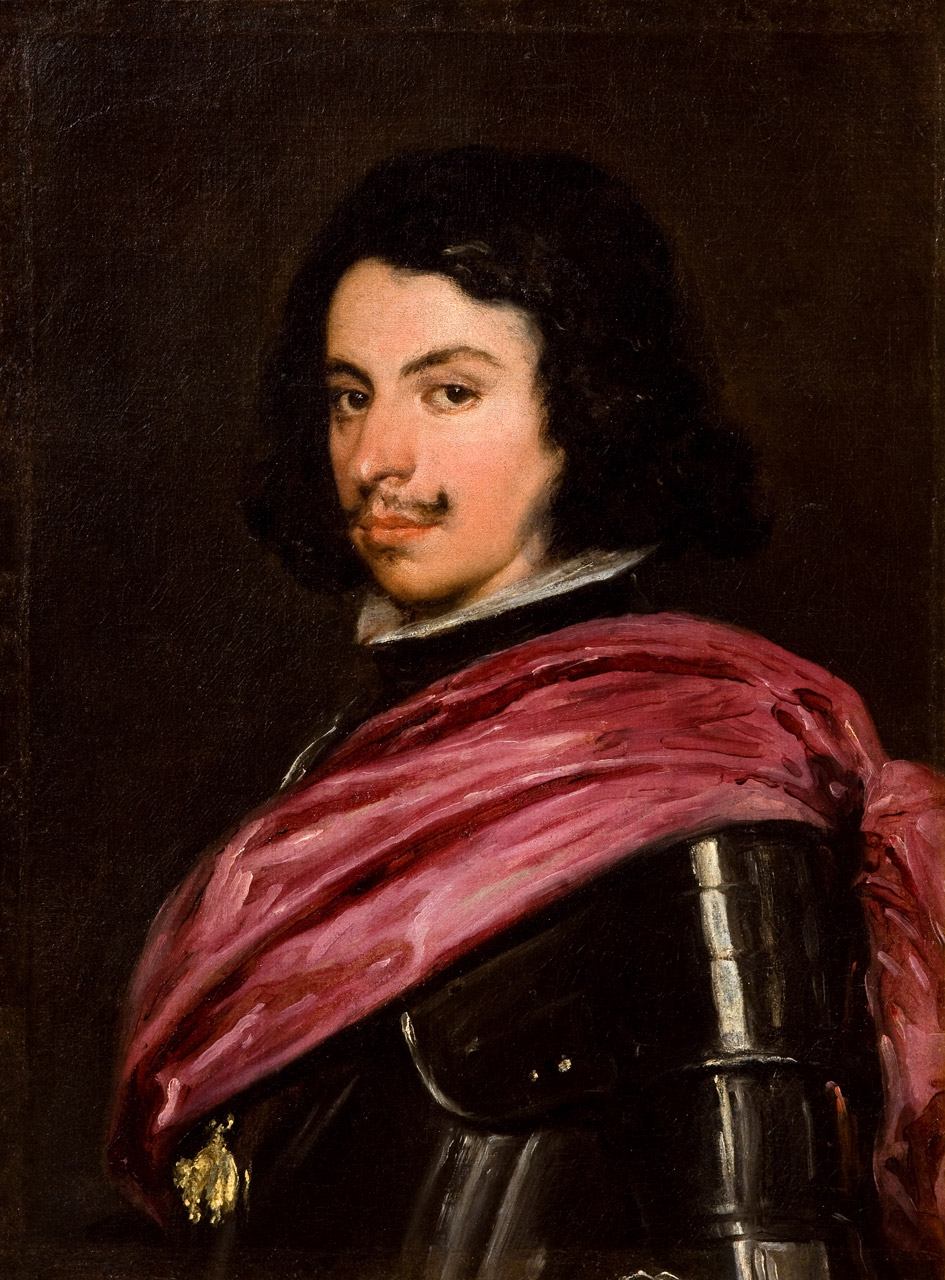
Francesco I d'Este

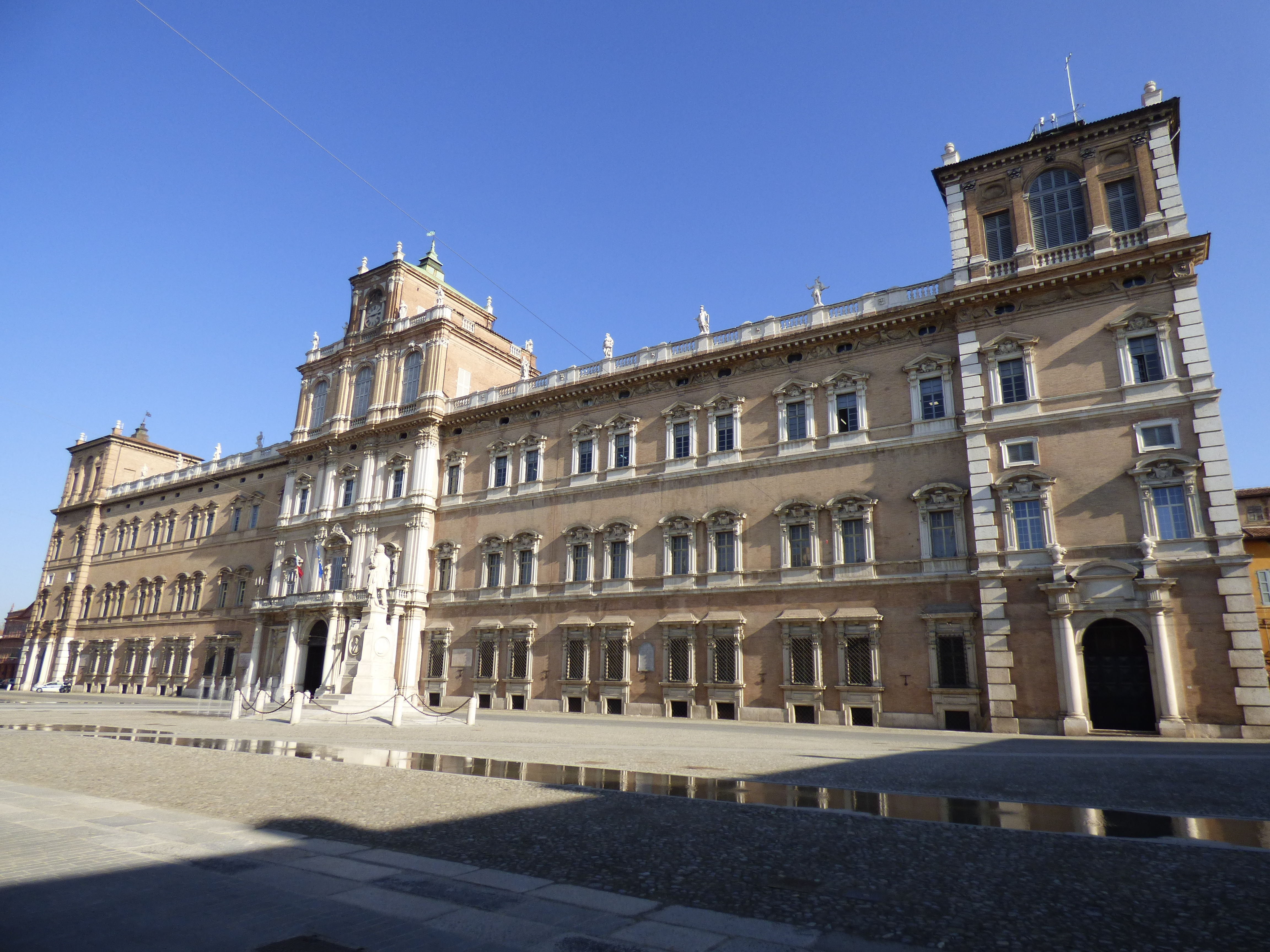
Facciata del Palazzo Ducale

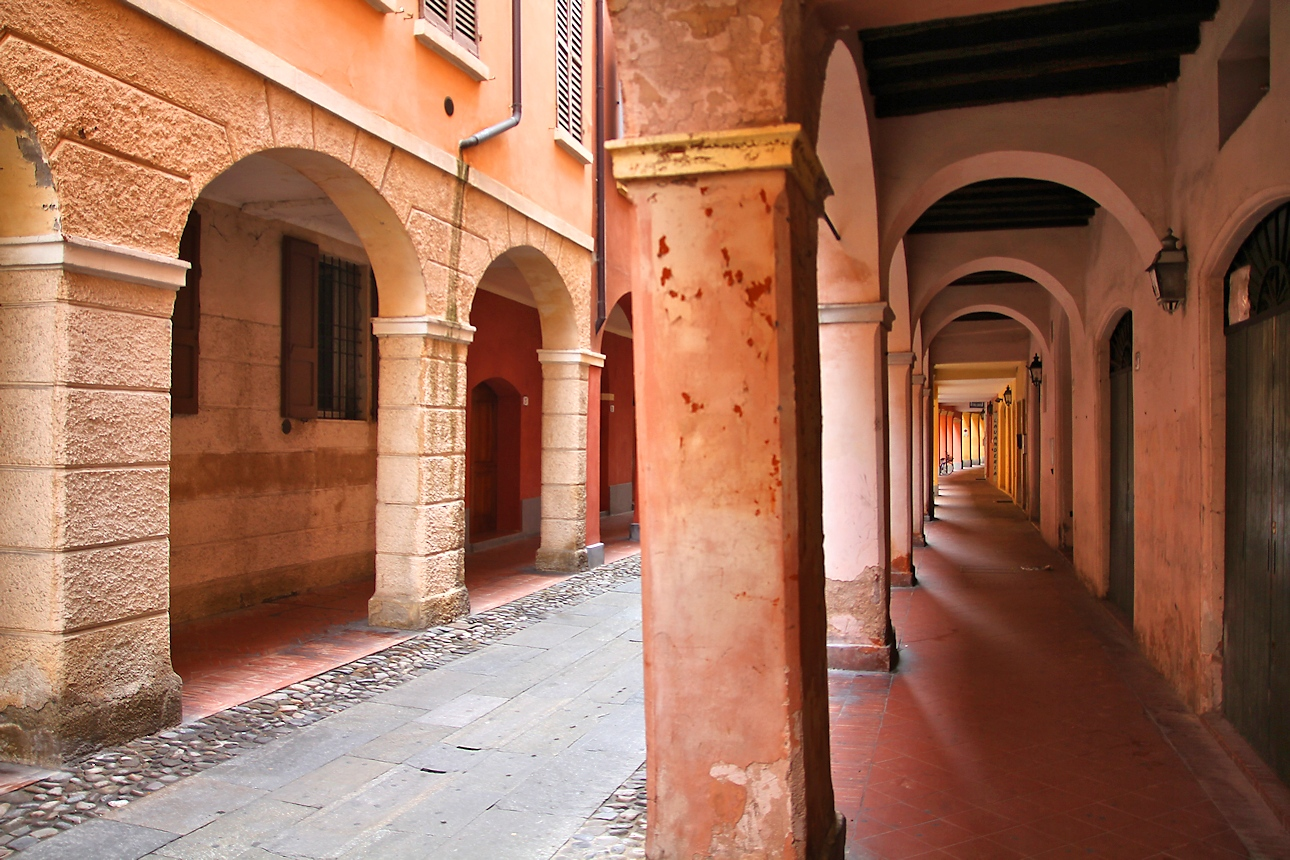
Portico di strada

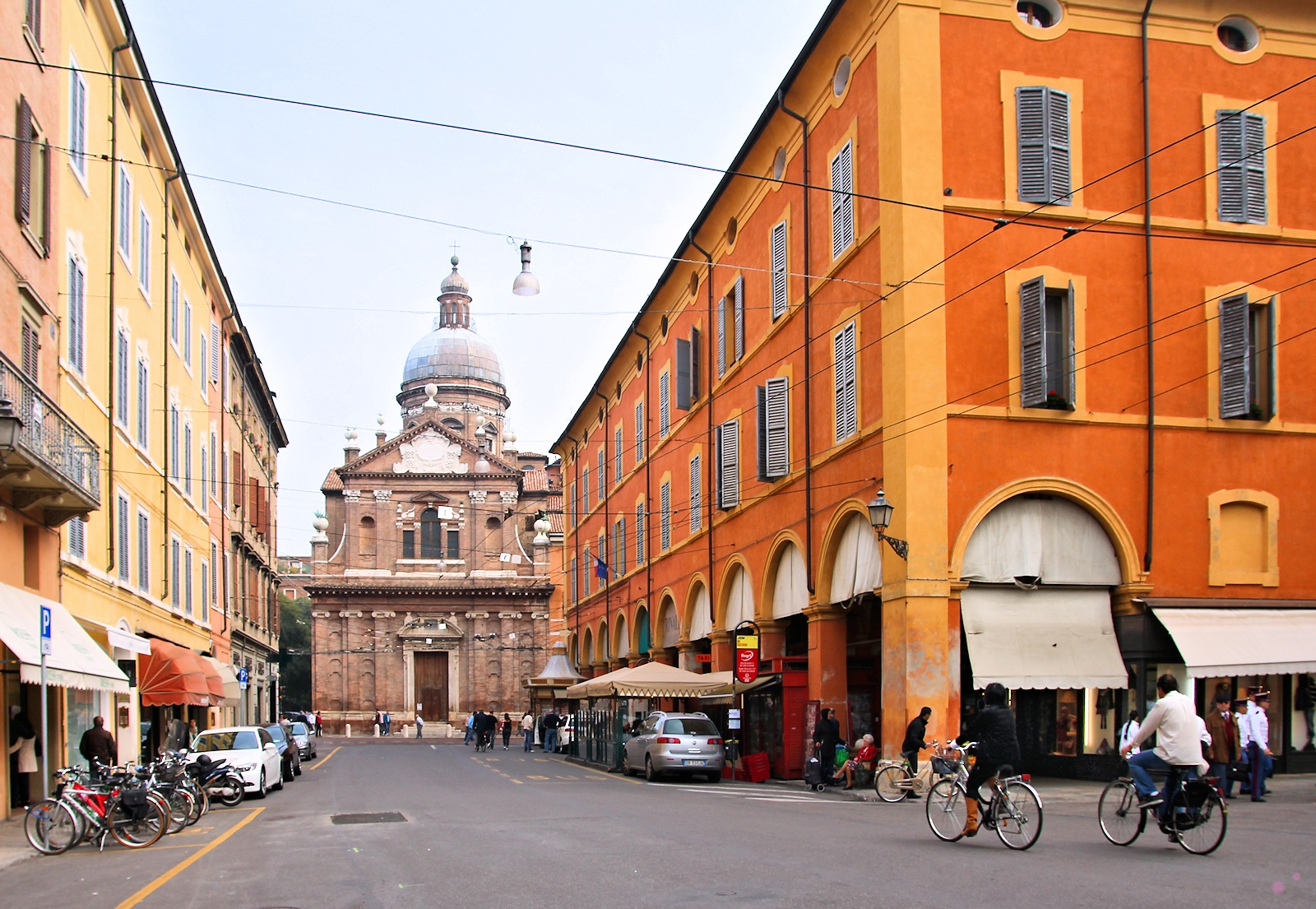
Corso Duomo

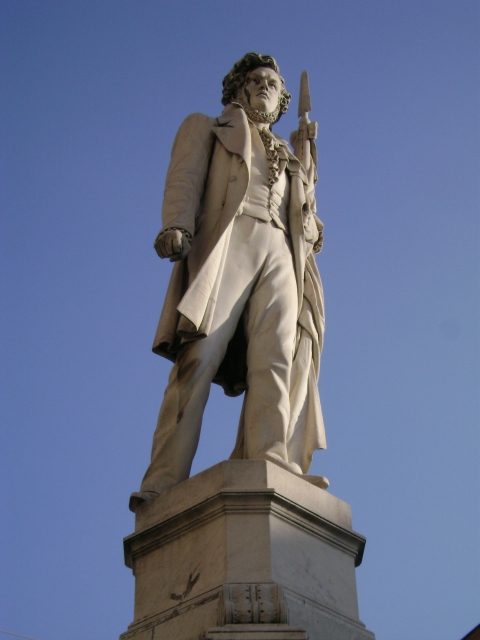
Il monumento a Ciro Menotti di fronte al Palazzo Ducale

Palazzo DucaleIl Palazzo Ducale di Modena è stato sede della Corte Estense tra Seicento ed Ottocento. Dall'Unità d'Italia, il Palazzo ospita la prestigiosa Accademia militare di Modena. Tra i più illustri ex-allievi dell'Accademia troviamo 10 Marescialli d'Italia, un Maresciallo dell'Aria, 31 ministri, sei Presidenti del Consiglio, 31 Senatori del Regno e tre Senatori della Repubblica e 1 Deputato: di questi i nomi più illustri sono ricordati nella Galleria della memoria del museo storico dell'Accademia militare, ubicato nella sede stessa del Palazzo Ducale.
La sua costruzione fu iniziata da Francesco I d'Este nel 1634 e fu finita da Francesco V. Il Palazzo sorse su un precedente "Forte Estense" e la sua architettura fu creata anche da interventi di Bernini e Borromini.
La maestosa facciata del Palazzo, alleggerita dal gioco cromatico dei marmi, è stata recentemente restaurata. Dalla porta centrale si accede all'elegante "Cortile d'onore", sede delle cerimonie militari, e al suggestivo "Scalone d'onore". Nel Salone centrale è degno di nota il soffitto, affrescato nel Settecento da Marco Antonio Franceschini con l'incoronazione di Bradamante, capostipite degli Este, già celebrata da Ariosto nell'Orlando furioso. Suggestiva testimonianza dello sfarzo della piccola corte modenese nel Settecento è il "Salottino d'oro", il gabinetto di lavoro del duca Francesco III, che nel 1756 lo fece rivestire e decorare con pannelli rivestiti di oro zecchino.
Di fronte al Palazzo si alza una statua dedicata all'eroe risorgimentale Ciro Menotti, mentre alle spalle si trovano i principali "Giardini pubblici" di Modena, anteriormente detti giardini botanici estensi.
Palazzo ComunaleNon si tratta in realtà di un unico palazzo, ma del risultato della ristrutturazione sei-settecentesca di numerose costruzioni sorte a partire dal 1046, tutte con la medesima funzione di edifici amministrativi e di rappresentanza. L'antica Torre civica (oggi Torre Mozza) crollò nel 1671 in seguito a un terremoto.
Interessante nell'ala nord è la Sala delle Bifore, ambiente in cui è tornata alla luce parte della precedente facciata medievale, arretrata di alcuni metri rispetto alla precedente.
Teatro comunale Pavarotti-FreniIl teatro, concepito nel 1838, fu costruito su iniziativa del podestà di Modena (il marchese Ippolito Livizzani) e con il contributo del duca Francesco IV di Modena. L'architetto Francesco Vandelli lo progettò su un'area cittadina di oltre duemila metri quadri, ottenuta acquisendo e demolendo alcune abitazioni.

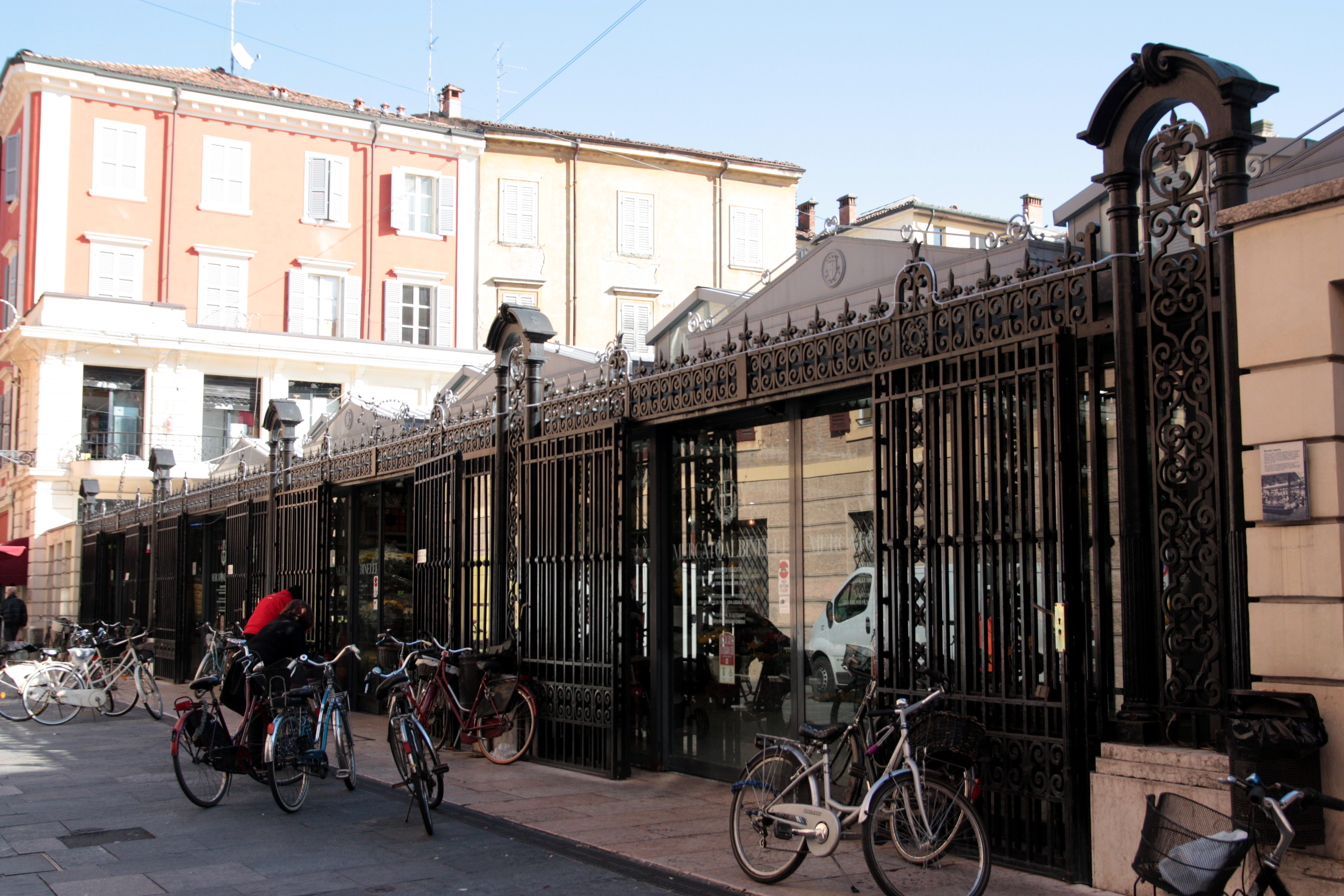
Mercato Albinelli

Fu inaugurato tre anni dopo, il 2 ottobre 1841, con il nome di "Teatro dell'Illustrissima Comunità".
Mercato AlbinelliIl "Mercato Albinelli" è un mercato ortofrutticolo nel centro storico di Modena, esistente dal 1931. Ha numerosi stand che forniscono al pubblico pane, formaggio, pesce fresco, carne, latte, uova, frutta e verdura. Vi si trovano anche una para-farmacia e un'edicola. Nel 2022 dispone di cinque ristoranti, dotati di posti a sedere sia all'interno che all'esterno. I modenesi lo chiamano familiarmente anche "Mercato coperto". Spesso, quindi, si parla di "Mercato coperto Albinelli".
Ex Ospedale Sant'AgostinoL'Ex Ospedale Sant'Agostino, che si estende per 25 000 m² circa, è situato alle porte del centro storico della città. Originariamente l'edificio ospitava il Grande Spedale degli Infermi, che il duca Francesco III volle verso la metà del XVIII secolo. Poco più tardi l'ospedale venne ampliato, raddoppiando il fronte su via Emilia, per ospitare anche l'infermeria militare. Nonostante la nascita del Policlinico, l'Ex Ospedale Sant'Agostino è rimasto in funzione fino al 2005, poi il personale e l'attività sanitaria sono stati trasferiti nel nuovo ospedale di Baggiovara. Tra il 2005 e il 2008 la Fondazione Cassa di Risparmio di Modena ha acquistato l'intero edificio con l'intenzione di trasformarlo in un nuovo polo culturale. Gli spazi dell'ex ospedale, che comprendono anche il Teatro Anatomico e la farmacia storica, sono stati riaperti al pubblico il 7 dicembre 2018, nell'ambito del progetto di riqualificazione culturale e architettonica AGO Modena Fabbriche Culturali, promosso in collaborazione con il Comune di Modena, l'Università di Modena e Reggio Emilia e il Ministero per i Beni Culturali. La direzione del progetto è stata assegnata a Mauro Felicori.
Palazzo di Santa MargheritaIl Palazzo di Santa Margherita si trova in corso Canalgrande, in pieno centro storico, nel sito ove trovava posto anticamente una chiesa dedicata a Santa Margherita. Adibito nel XII secolo a convento, è divenuto poi caserma; successivamente, dal 1874 è stato sede del Patronato dei Figli del Popolo. Ora ospita la Galleria Civica, la Biblioteca Delfini, il Museo della Figurina e l'Istituto Musicale Orazio Vecchi. Gli spazi dedicati alla Galleria Civica comprendono la Sala Grande, che ospita le attività principali della Galleria; le sale al piano superiore, aperte nel 2004; un laboratorio didattico; una libreria.

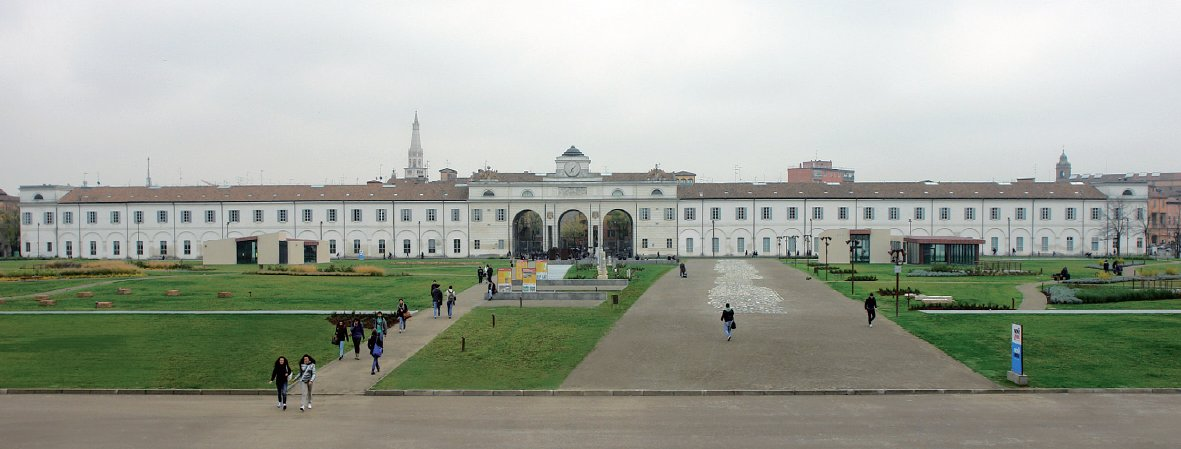
Vista in lontananza del Foro Boario

Foro BoarioIl Foro Boario è un edificio di notevole interesse architettonico e urbanistico, poiché costruzione unica nel panorama negli interventi di architettura ducale per dimensioni, tipo e collocazione. È costituito da un lunghissimo edificio (circa 250 metri) perfettamente bifronte, con quattro facciate, uguali a due a due. Nel corpo centrale, che si estende per circa 45 metri, si trova nel fastigio un orologio e panoplia, opera di Luigi Righi, che vi ha raffigurato le Allegorie delle Armi, della Fertilità, delle Arti e del Tempo.
Passaggio porticato del lapidarioFu costruito nella prima metà dell'Ottocento per volontà di Francesco IV d'Austria d'Este (duca di Modena, Reggio e Mirandola dal 1815) che ne affidò la progettazione all'architetto Francesco Vandelli, autore di numerosi altri edifici pubblici e privati della città. A tutt'oggi sul lato che costeggia il versante sinistro di viale Berengario c'è una lapide voluta dal duca stesso, che riporta la data di edificazione (1831) e la dedica agli agricoltori (Honori et comodo fidelium agricolarum) impegnati nella costruzione del complesso.
La struttura era inizialmente destinata al mercato bovino e all'immagazzinamento di prodotti agricoli, ma dopo poco più di un decennio l'edificio fu trasformato in caserma. In seguito, i cittadini ne rivendicarono l'uso (secondo ciò che peraltro il duca stesso aveva voluto) durante il regno di Umberto I. Nel 1989 vi iniziarono i lavori di restauro e riuso per la nuova sede della Facoltà di Economia e Commercio dell'Università di Modena, inaugurata nel 1994 presso i piani superiori dell'edificio. A piano terra si trovano ora, nell'ala est, la biblioteca della Facoltà, e l'area adibita ad esposizioni temporanee, nella parte ovest.

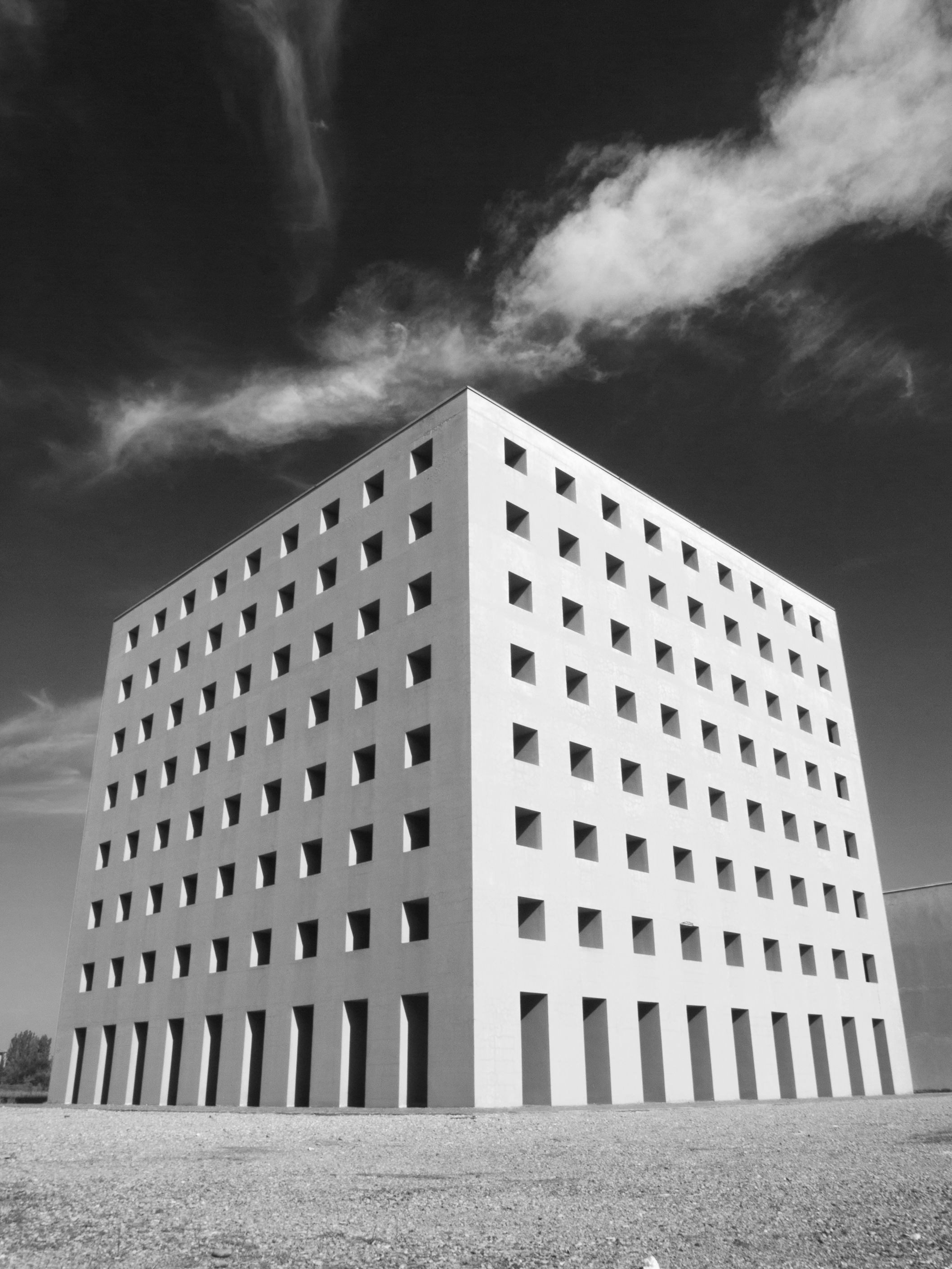
Cimitero di San Cataldo (Monumentale Cesare Costa e Aldo Rossi)

Dal 2002 al 2015 la struttura, attualmente in ristrutturazione, ha ospitato mostre promosse dalla Fondazione Cassa di Risparmio di Modena, Fondazione Fotografia Modena e da altre istituzioni culturali del territorio.

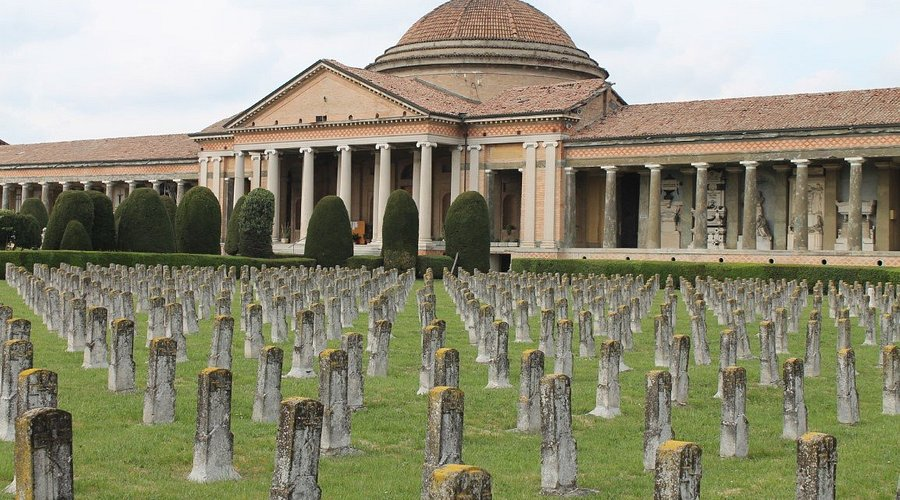
Vecchio cimitero di San Cataldo

Cimitero di San CataldoPoco fuori dal centro storico si trova il cimitero di San Cataldo, cimitero della città. È composto da due parti, un'antica e una recente. La prima porta il nome dell'architetto Cesare Costa ed è stata realizzata tra il 1858 e il 1876; vi si trovano numerose opere d'arte di notevole valore artistico. Tra i defunti seppelliti in questa parte si trova anche Enzo Ferrari, in una tomba a fianco di quella del figlio Dino; nonché Alberto Braglia (atleta) e Virginia Reiter attrice che visse molti anni a Modena. La parte recente, il cimitero monumentale "Aldo Rossi", è costruita in base al progetto dell'architetto Aldo Rossi.
La costruzione del cimitero è oggi parzialmente completata ed è articolata in modo da limitare gli ampi spazi verdi contrassegnati da sentieri di croci riservati ai pedoni.
All'interno del cimitero ha sede la chiesa.

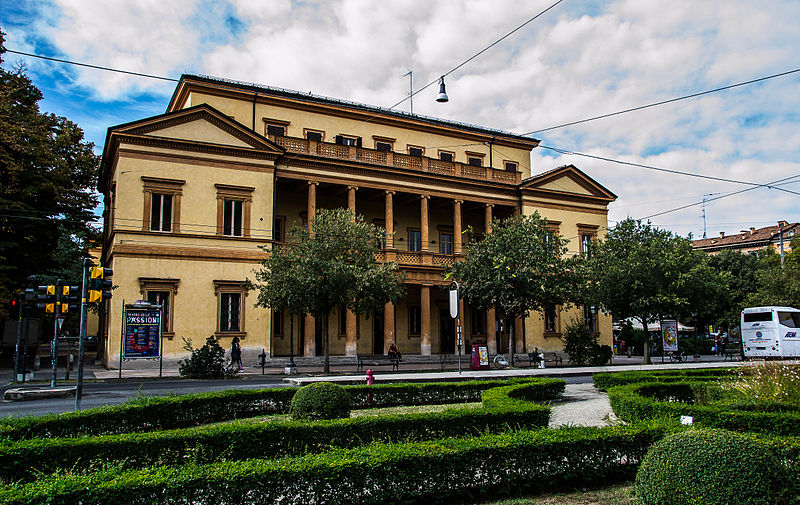
Teatro Storchi visto da Largo Garibaldi

Teatro StorchiIl teatro prende il nome da Gaetano Storchi, un ricco commerciante modenese che ne finanziò la costruzione. Sorge su un terreno della nuova area edificabile ricavata con la costruzione della barriera Garibaldi (1884), a seguito dell'abbattimento di porta Bologna (1882). L'ubicazione del teatro influenzò la singolare originale struttura dell'edificio, che presenta una doppia facciata: a settentrione si trova la facciata principale, che guarda su piazza Garibaldi, mentre quella da lato ovest si affaccia su viale Martiri della Libertà, un tempo il passeggio delle mura, ed è opera dell'architetto Maestri.
L'edificio è nato sulla base di un progetto particolarmente ricercato, che prevedeva locali di servizio, ridotto, fumoir, caffè; tuttavia, la realizzazione avvenne in economia, su un terreno che apparve instabile fin dall'inizio, e soprattutto con l'impiego di materiali scadenti che ne compromisero ben presto la stabilità. A ciò si devono i numerosi successivi interventi di ristrutturazione e recupero dell'edificio. Tra i più rilevanti, si ricordano il rifacimento della copertura e la modifica della curvatura della sala ad opera dell'ingegnere Luigi Sfondrini di Milano; il restauro dell'esterno con rifacimento dell'intonaco e delle cornici del 1929, e un successivo intervento sulla sala nel 1931.

## Società

### Evoluzione demografica
Abitanti censiti

- Comuni italiani per popolazione

### Etnie e minoranze straniere
Al 31 dicembre 2023 gli stranieri residenti nel comune erano 28 412, ovvero il 15,39% della popolazione. Di seguito sono riportati i gruppi più consistenti
- Romania 3 355
- Filippine 2 777
- Marocco 2 647
- Ghana 2 099
- Ucraina 1 999
- Albania 1 893
- Moldavia 1 394
- Tunisia 1 275
- Nigeria 1 141
- Cina 1 124

## Cultura

### Istruzione

#### Università e accademie

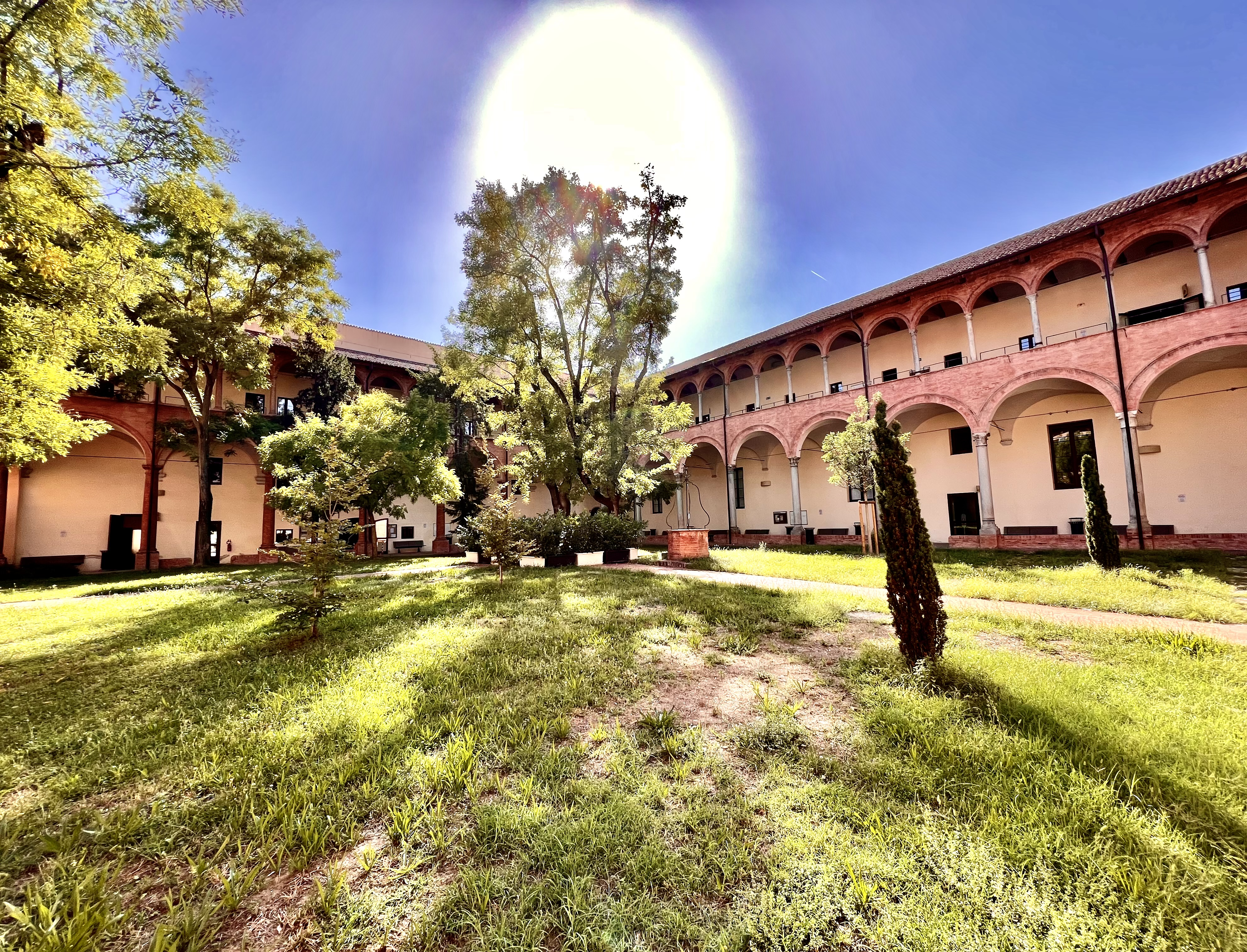
Dipartimento di giurisprudenza dell’Università di Modena

Modena può vantare un ateneo fondato nel 1175 che, a seguito della riapertura di nuove facoltà nella vicina Reggio Emilia, a partire dal 1998 ha assunto il nome di Università degli studi di Modena e Reggio Emilia.

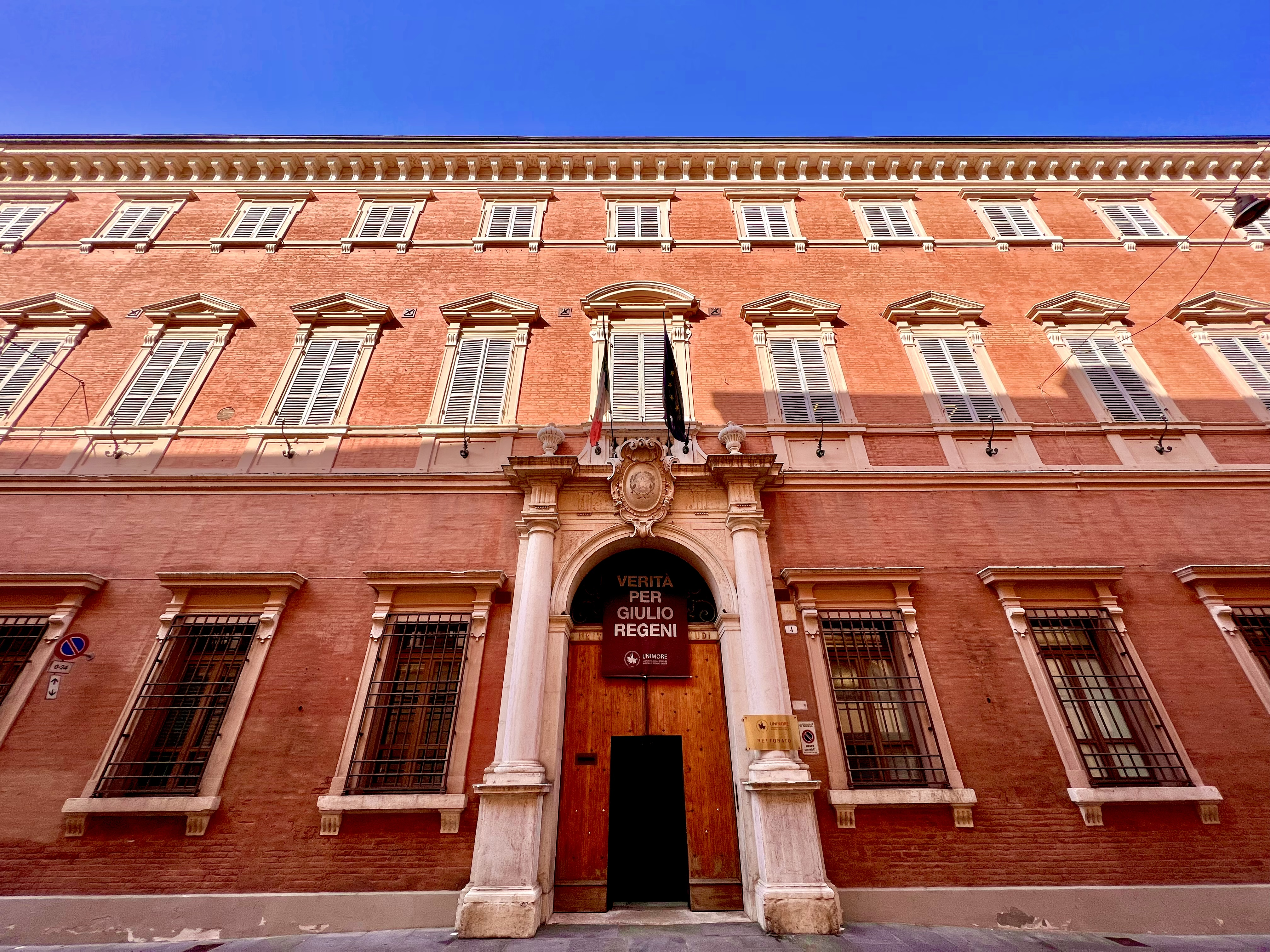
Rettorato dell’Università di Modena

L'Accademia di Scienze, Lettere ed Arti di Modena è l'erede dell'Accademia dei Dissonanti, sorta a Modena verso il 1680.

#### Scuole
Si ricordano il Liceo Artistico Adolfo Venturi, fondato nel 1785 dal Duca Ercole III, il Liceo Ginnasio Muratori - San Carlo, dalla lunga e illustre storia (fino all'anno scolastico 2015/2016 come due scuole separate), il liceo scientifico Wiligelmo, il Liceo scientifico Alessandro Tassoni, l’Istituto di Istruzione Superiore Francesco Selmi (istituto tecnico e liceo linguistico), l'Istituto di Istruzione Superiore Guarino Guarini, l'Istituto di Istruzione Superiore "Fermo Corni", noto prima come Istituto Tecnico Industriale Statale "Fermo Corni e prima ancora come Scuola di Avviamento Professionale "Fermo Corni", l'Istituto tecnico industriale statale Enrico Fermi e l'Istituto Tecnico Commerciale Statale Jacopo Barozzi, la cui fondazione è del 1866. Sono inoltre operanti vari altri istituti professionali, tecnici e licei in città.

#### Biblioteche e archivi
La Biblioteca Estense, oltre a volumi di ogni tipo per la consultazione e lo studio, ha una collezione di manoscritti, carte geografiche, spartiti musicali, xilografie, incisioni in rame e antichi libri a stampa tra le più grandi e importanti d'Italia, visibili in una mostra permanente all'interno della biblioteca. Fra tutti occorre ricordare i due volumi della Bibbia di Borso d'Este, uno dei testi miniati più famosi al mondo, le cui sgargianti miniature opera di Taddeo Crivelli e altri sono considerate uno dei capolavori assoluti dell'arte del Quattrocento, e il De Sphaera, unanimemente considerato il più bel libro astrologico del Rinascimento italiano: miniato per la corte di Milano (reca infatti lo stemma Visconti-Sforza sulla copertina) forse da Cristoforo de Predis, pervenne agli Estensi di Ferrara nell'ambito dei frequenti interscambi con la corte sforzesca.
La Biblioteca civica è dedicata ad Antonio Delfini. Ha circa 150 000 documenti di cui oltre 100 000 sono volumi collocati a scaffale aperto.
Tra le Biblioteche comunali spicca la Biblioteca CROCETTA di nuova costruzione situata nei pressi di Viale Gramsci.
L'Archivio di Stato di Modena raccoglie i fondi documentali degli Stati Estensi preunitari (Ducato di Ferrara, Ducato di Modena e Reggio, Ducato di Massa e Carrara, Ducato della Mirandola, Principato di Correggio, Contea di Novellara, Garfagnana) e di Casa d'Este.

#### Musei

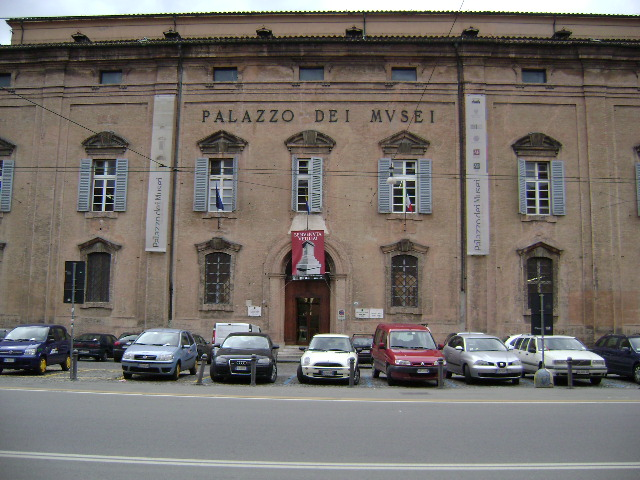
Il Palazzo dei musei

I principali musei della città sono raccolti presso il Palazzo dei Musei, situato in piazza Sant'Agostino. Il piazzale Sant'Agostino, posto a ridosso dell'omonima porta (abbattuta nel XIX secolo), è un esempio di urbanistica del Settecento. Qui Francesco III d'Este fece costruire due grandi edifici con finalità sociali: nel lato settentrionale l'ospedale (sede di uno degli ospedali modenesi sostituito oggi da un moderno ospedale nella frazione di Baggiovara) e di fronte l'albergo dei poveri, inaugurato nel 1771, che un secolo più tardi fu trasformato dal comune di Modena nell'odierno Palazzo dei musei. La piazza era completata dal grande monumento equestre di Francesco III realizzato dall'abate carrarese Giovanni Antonio Cybei inaugurato nel 1774 e poi atterrato nei moti rivoluzionari del 1797.
Il palazzo ospita i più importanti musei della città. Vi si trovano il Museo civico d'arte, il Museo lapidario estense, il Museo Lapidario Romano, la Gipsoteca Graziosi e il Museo archeologico etnologico e la Galleria Estense; poco fuori della città si trova il Parco archeologico e museo all'aperto della terramara, a Montale Rangone. Nel Palazzo dei musei è possibile inoltre visitare la Biblioteca estense e la Galleria Estense, le due raccolte che testimoniano la passione per le arti e la cultura della casa d'Este: entrambe furono trasportate da Ferrara alla fine del Cinquecento, quando Modena divenne la capitale del ducato.
Dal 1894 al 1990 è stato attivo il Museo civico del Risorgimento, le cui collezioni comprendevano 2 000 cimeli, 1 500 volumi e 2 500 fotografie su questo periodo storico. Ora i cimeli si trovano nel Palazzo dei Musei.
Galleria Estense

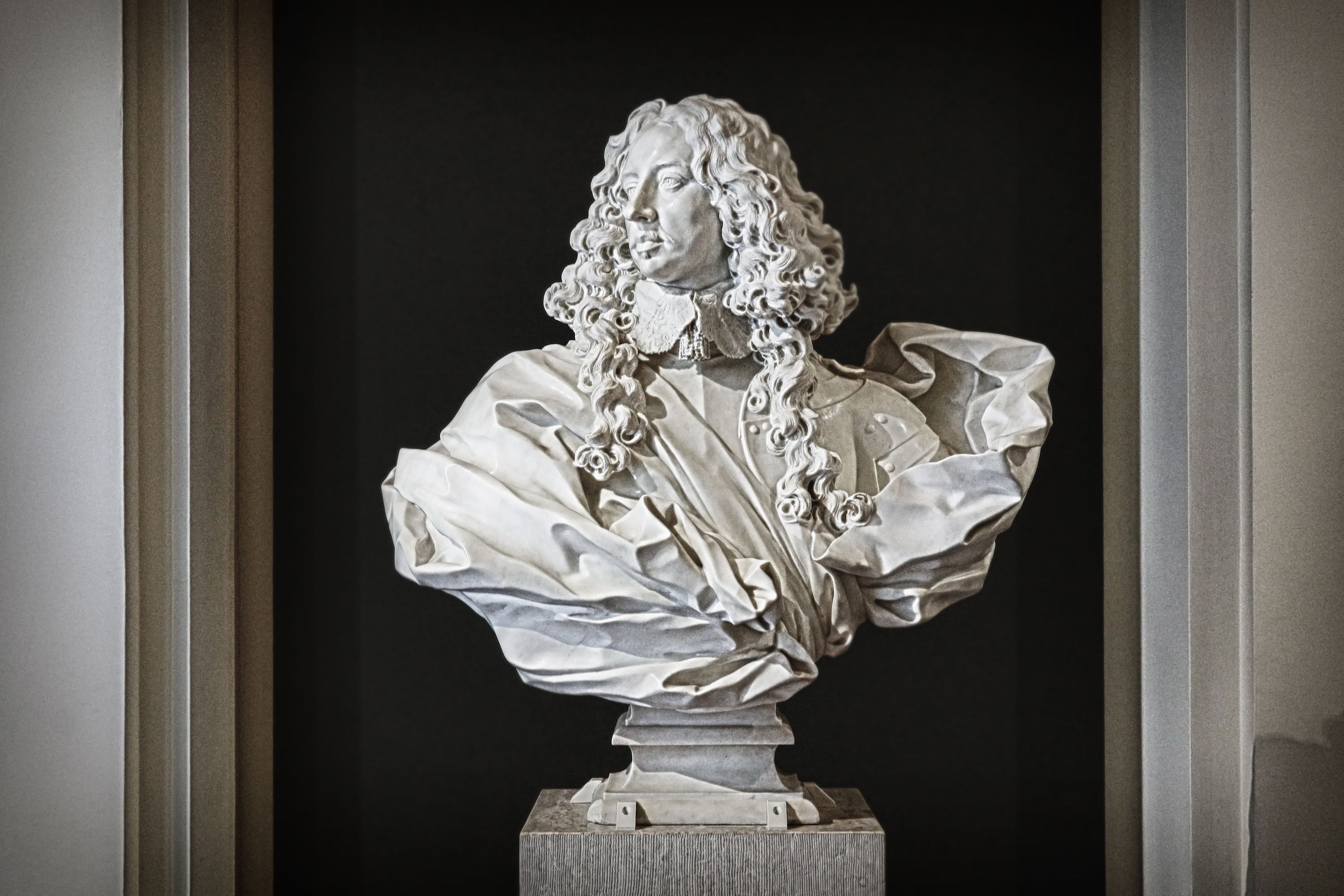
Busto del Duca Francesco I, scultura di Gian Lorenzo Bernini, Galleria Estense, Modena

La Galleria estense, nazionale, è forse il maggiore tesoro portato dai duchi d'Este a Modena: tanto che alla grande collezione fece ricorso il duca Francesco III, che nel 1746 sanò il dissestato bilancio del ducato vendendo al re di Polonia i cento quadri stimati più importanti. Malgrado la perdita di queste opere (oggi per lo più a Dresda) essa rimane una delle più importanti collezioni pubbliche italiane, ospitando opere di Tintoretto, Paolo Veronese, Guido Reni, Jacopo Bassano, Correggio, Cosmè Tura, Tommaso da Modena, Lorenzo di Credi, Jacopo Palma il giovane, Dosso Dossi, il Guercino, i fratelli Carracci, i primitivi emiliani e il celebre Trittico di El Greco. Ma le opere più celebri sono i due ritratti del duca Francesco I d'Este: il busto in marmo del Bernini e la tela di Velázquez. La galleria espone anche oggetti antichi etruschi e romani, ceramiche, esempi del medagliere estense, strumenti musicali fra cui la famosa Arpa Estense.
Altra pregevole raccolta è quella della Banca Popolare dell'Emilia Romagna.
Museo lapidario estense
Il Museo Lapidario Estense è la sezione in cui si trovano le lapidi trovate durante i lavori di costruzione del Novi Park.

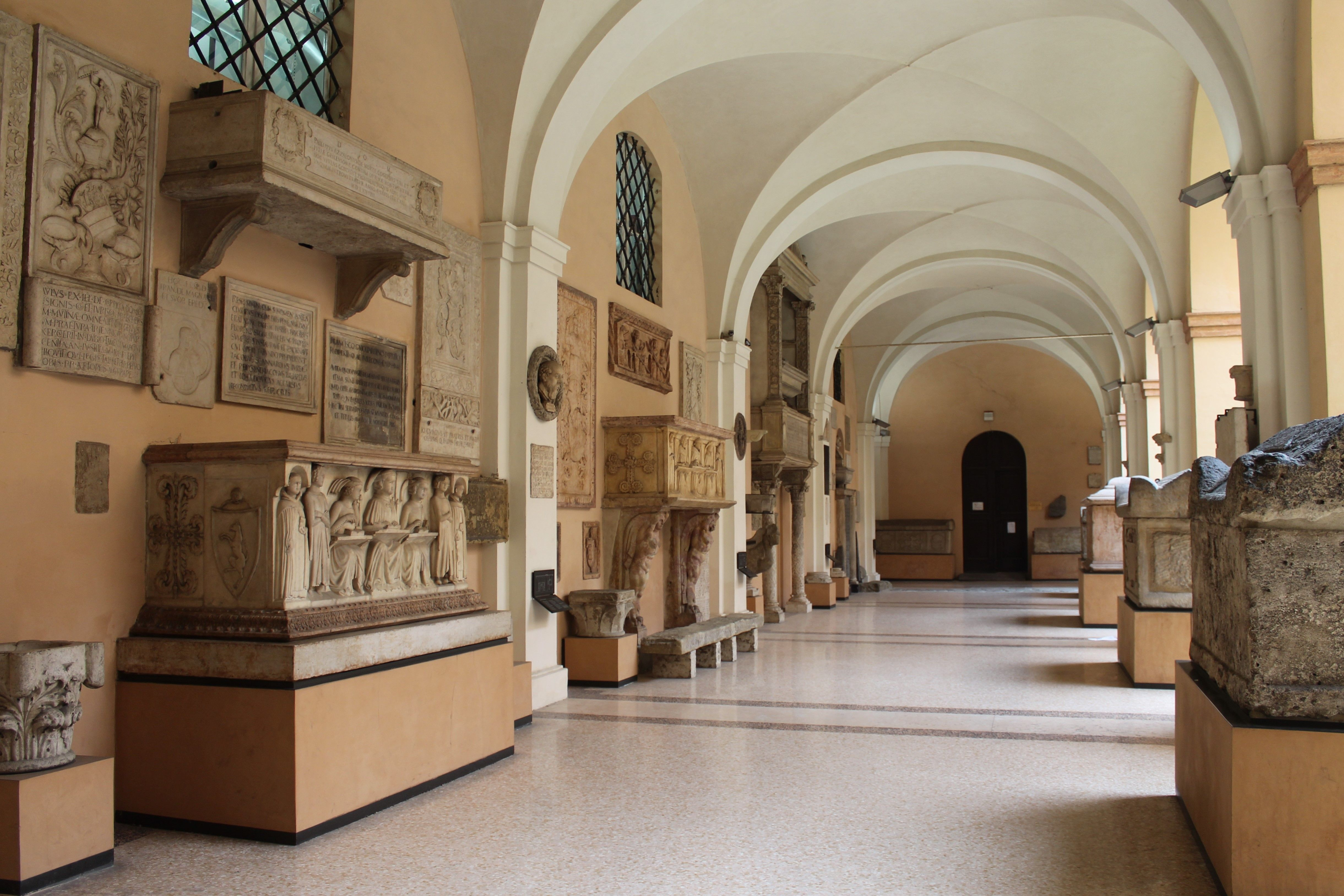
Passaggio porticato del lapidario

Musei del Duomo di Modena
Il Museo del Duomo di Modena raccoglie un ricco patrimonio costituito da opere d'arte, parati e suppellettili liturgiche, che testimonia la vitalità della Chiesa modenese nel corso dei secoli. Importante il lapidario con reperti dal cantiere di Wiligelmo, Lanfranco e dei Campionesi.
Il Lapidario, costituito già alla fine dell'800, integra il discorso storico-artistico del tempio, capolavoro della cultura romanica costruito dal 1099 dall'architetto Lanfranco con sculture del grande Wiligelmo, sulla tomba di San Geminiano, vescovo e patrono di Modena vissuto nel IV secolo. Raduna rilievi, sculture e iscrizioni d'età romana, medievale e rinascimentale, recuperati negli interventi al Duomo fra Otto e Novecento, rinvenuti in scavi o rimossi per motivi di conservazione; vi spiccano le "metope" romaniche, otto lastre a decoro del tetto scolpite da un seguace di Wiligelmo. Il Museo, inaugurato nell'anno giubilare 2000, racchiude il "tesoro" di straordinaria magnificenza, che vanta suppellettili e arredi come l'altarolo portatile del XI-XII secolo, l'Evangeliario romanico con coperta in argento e avorio, l'apparato in argento già sulla tomba del Santo, preziosi reliquiari, parati liturgici, gli arazzi con Storie della Genesi prodotti a Bruxelles fra il 1560 e il '70 e un'importante quadreria.

Museo del volley
Inaugurato nel settembre 2010 su iniziativa di Antonio Panini (figlio di Giuseppe Panini, imprenditore e storico patron della pallavolo modenese), il Museo internazionale del Volley raccoglie quanto ha contribuito a scrivere la storia della pallavolo a Modena, e in altre città. Vi si trovano oggetti e ricordi da ex-giocatori, società, appassionati che hanno deciso di condividere oggetti e testimonianze della propria carriera, tra cui: maglie da gioco di varie epoche di squadre italiane e straniere, indumenti da gioco, medaglie olimpiche, trofei, gagliardetti, poster e locandine, nonché una videoteca che conta più di 500 filmati di partite della Nazionale e di club. È situato fuori Modena, tra Marzaglia e Cittanova.
Museo casa Enzo Ferrari

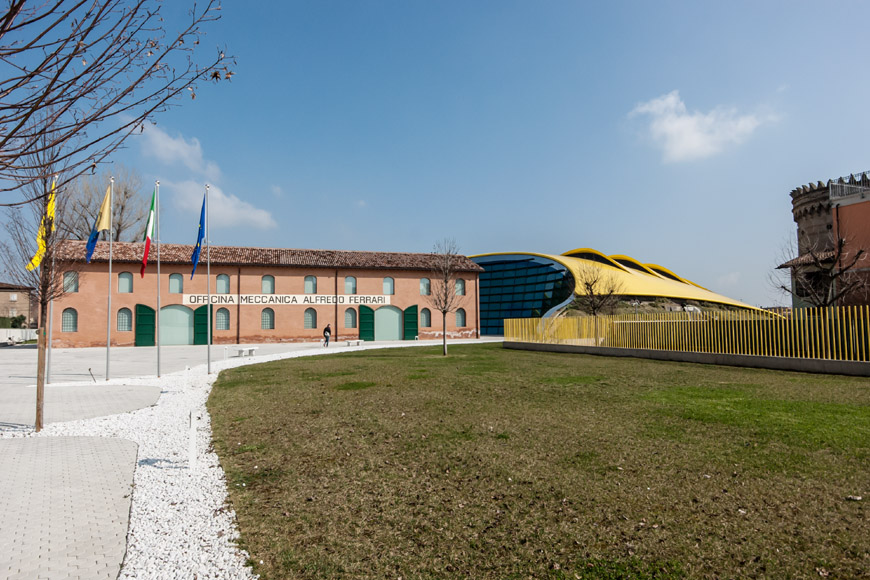
Il Museo Enzo Ferrari

Il Museo casa Enzo Ferrari: chiamato anche "MEF", è un progetto i cui lavori, iniziati nel 2009, sono terminati il 10 marzo 2012, giorno della sua inaugurazione. Il museo è stato collocato a Modena in via Paolo Ferrari 85, presso la casa natale di Enzo Ferrari, il famoso pilota di auto da corsa, nonché imprenditore, fondatore della casa automobilistica che porta il suo nome.
Il complesso museale, progettato da Jan Kaplický e portato a termine da Andrea Morgante, prevede un complesso costituito dalla casa natale e da una seconda struttura, che è sorta al suo fianco. Nell'edificio che ospitava un tempo l'officina di Alfredo Ferrari, padre di Enzo, adiacente alla casa natale, sono esposte vetture Ferrari e altre marche e alcuni motori. La nuova galleria espositiva che presenta una grande copertura in pannelli d'alluminio di colore giallo (il colore della città), le cui aperture per la luce rimandano alle prese d'aria di un'auto da corsa, ospita mostre temporanee di automobili Ferrari o di altre marche legate al territorio. All'interno del cofano giallo viene proiettato ogni ora un video avvolgente, della durata di 10 minuti, che attraverso immagini e suoni racconta la vita di Enzo Ferrari.
Il progetto è stato promosso dalla Fondazione Casa Natale di Enzo Ferrari, che vede la partecipazione del Comune di Modena, della Provincia di Modena, della Camera di Commercio di Modena, l'Automobile Club d'Italia e la Ferrari S.p.A. Dal 2014 il museo è gestito da Ferrari S.p.a.
Museo della figurina
Il Museo della Figurina: Il Museo della Figurina è nato dall'appassionata opera collezionistica di Giuseppe Panini, fondatore, nel 1961, dell'omonima azienda Panini assieme ai fratelli Benito, Franco Cosimo ed Umberto.
Il museo è stato aperto al pubblico il 15 dicembre 2006, nella sede di Palazzo Santa Margherita che ospita anche la Biblioteca Delfini, la Galleria Civica e l'Istituto Superiore di Studi Musicali O. Vecchi - A. Tonelli.
I sei armadi del Museo, sei grandi album da sfogliare, ripercorrono l'intera storia della figurina dagli antecedenti ad oggi: 2 500 pezzi tra stampe e oggetti originali, parte del patrimonio del museo di circa 500 000 esemplari. Accanto alle figurine vere e proprie, sono presenti anche collezioni di cigarette cards, fascette di sigari, scatole di fiammiferi, menu, etichette d'hotel, calendarietti da barbiere e bolli chiudilettera.
Casa Museo Luciano PavarottiSi trova in Stradello Nava, 6. La villa fu progettata seguendo le indicazioni e i disegni forniti agli architetti dal Maestro e riflette quindi la sua personalità. In occasione dell'Expo 2015 la casa venne aperta al pubblico. Le stanze custodiscono gli oggetti personali che Luciano Pavarotti amava, diversi costumi di scena, spartiti, lettere ricevute da personaggi illustri, premi, riconoscimenti, regali avuti da ammiratori, alcune delle tele da lui dipinte.
Museo Panini Maserati
Il Museo Panini Maserati è un museo privato che espone una collezione di auto d'epoca principalmente Maserati.
Musei universitari
- Gemma 1786 - Museo Mineralogico e Geologico Estense  è il Museo del Dipartimento Universitario di Scienze della Terra, voluto e arricchito con lasciti e donazioni da alcuni membri della Famiglia d'Este, e la cui storia ha accompagnato l'evoluzione culturale che ha caratterizzato la città e il suo territorio.
- Il Museo di Paleontologia possiede importanti collezioni storiche, raccolte a partire dalla seconda metà dell'Ottocento e costituite da decine di migliaia di fossili di invertebrati (molluschi, echinodermi, artropodi, ecc.), vertebrati (tra i quali dinosauri e rettili marini) e vegetali. Nel 1991 nasce la Sala dei Dinosauri in cui sono esposti quattro scheletri di dinosauri e fossili di altri rettili e mammiferi.
- Il Museo di Zoologia e Anatomia Comparata espone nelle sue 14 sale oltre 3.500 animali impagliati e provenienti da tutto il mondo e un'ampia collezione di insetti, collezionati a partire dalla fine del '700.
- L'Orto Botanico nacque come "Giardino dei Semplici" nel 1758 per volere del duca Francesco III d'Este, che destinò parte dei Giardini Ducali alla coltura delle piante medicinali, sotto la guida di Gaetano Rossi. Nel 1772 il duca affidò all'architetto neoclassico Giuseppe Maria Soli la progettazione delle aiuole. In seguito gli illustri Botanici che diressero l'Orto incrementarono le collezioni viventi, gli Erbari, le raccolte di reperti vegetali. In particolare Giovanni de' Brignoli di Brünnhoff (1818‑1855) arricchì l'Orto di esotiche, in accordo con il collezionismo di Francesco IV. A quel tempo risale il complesso architettonico delle Serre Ducali e del Museo-Erbario, tuttora funzionali. L'Orto Botanico conserva l'antica suddivisione: il "sistema" ad aiuole e la vasca, la montagnola, l'area pianeggiante con l'arboreto. Tra i settori tematici, ispirati ai moderni principi di museologia scientifica: la serra delle succulente, la serra caldo-umida, la roccera, il fossato e le "collezioni di conservazione" per i progetti di tutela della biodiversità. L'Orto Botanico dell'Ateneo di Modena e Reggio Emilia è localizzato nel centro storico della città, ha un'estensione di circa 1 ettaro e dispone di 300 m² di superficie coperta per il ricovero e l'ostensione delle piante.
- Il Museo Astronomico e Geofisico si trova nella torre orientale (costruita nel 1634) del Palazzo Ducale e conserva le apparecchiature della Specola, l'Osservatorio Astronomico e Meteorologico fondato dal duca Francesco IV d'Austria Este nel 1827, che testimoniano lo straordinario avanzamento delle conoscenze in campo scientifico nella Modena ottocentesca. Si può ammirare la carta lunare disegnata nel 1662 dall'astronomo e matematico modenese Geminiano Montanari, autentico monumento della selenografia seicentesca.
- Il Laboratorio delle Macchine Matematiche raccoglie 150 macchine e copie funzionanti di antichi strumenti geometrici dalla Grecia classica ai giorni odierni, costruite da docenti del Liceo Scientifico Tassoni di Modena.
- I Musei anatomici raccolgono reperti storico-scientifici creati a supporto dell'insegnamento dell'anatomia e la Collezione delle Terrecotte ostetriche del '700 di Giovan Battista Manfredini.

#### Planetario
A Modena ha sede il planetario civico "Francesco Martino" che fa parte dell'associazione nazionale dei planetari italiani. Inaugurato nel 1990, il planetario è dotato di un proiettore ZKP2 della Zeiss e può accogliere sotto la sua cupola 76 spettatori. Al suo interno vengono organizzati eventi di settore ed eventi aperti al pubblico, con l'obiettivo della divulgazione scientifica ludica. All'interno si può vedere una riproduzione del pendolo di Foucalt.

### Quartiere Fieristico
Il quartiere fieristico di Modena, che si chiama Fiera di Modena o anche Modena Fiere, si trova nella zona periferica della città, affiancato dall'Autostrada Milano-Napoli, tra i quartieri della Bruciata e di Cittanova.
È raggiungibile dall'Autostrada dal casello di Modena Nord e dalla Tangenziale di Modena dalle uscite 15 (via Virgilio / Fiera) e 16-16 bis (SS9 Reggio E. / Milano).

### Media

#### Televisione
- TRC Modena, visibile in tutta la regione, che oltre al canale principale trasmette anche su TRC2 Sport e TRC3 Cultura.
- Tv Qui
- Video Modena Telestar - VMT, canale sussidiario di TRC[47]

#### Stampa
- Gazzetta di Modena
- il Resto del Carlino
- La Pressa
- Vivo Modena

#### Radio
- Radio Stella
- Modena Radio City
- Modena90
- Radio Modena

### Teatro

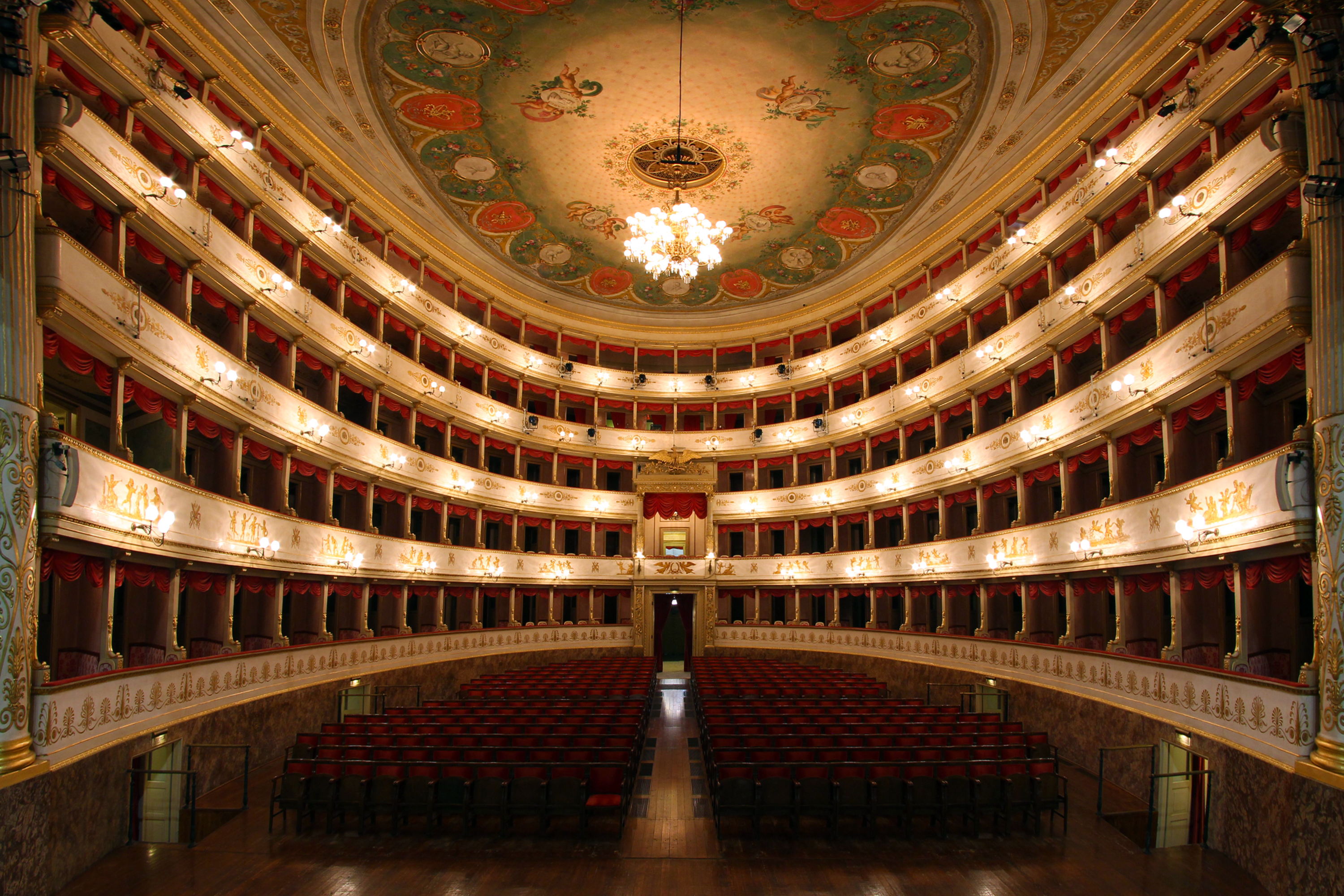
Teatro Comunale Luciano Pavarotti, Modena, Italia

In città la prosa è rappresentata nei teatri Michelangelo, Storchi e delle Passioni. Gli ultimi due fanno parte dell'ERT (Emilia Romagna Teatro). Tutte le altre rappresentazioni (opera, musica classica, balletto) vengono ospitate presso il Teatro comunale Luciano Pavarotti. Nel Teatro dei Segni, teatro Sacro Cuore e Teatro della Cittadella vengono tenute rappresentazioni da parte di gruppi di teatranti locali aventi ad oggetto, in alcuni casi, sperimentazioni (ad esempio match di improvvisazione teatrale).

### Cucina
In quanto antica capitale dei domini estensi, la cucina di corte della città ha decisamente influenzato lo sviluppo delle cucine modenese e reggiana. Il caso più noto è quello dell'aceto balsamico, la cui diffusione oltre una ristretta cerchia di famiglie aristocratiche si ebbe con la dispersione e la svendita dell'acetaia ducale durante le occupazioni napoleoniche. Ma anche i ricettari di corte ebbero un profondo influsso sullo sviluppo delle preparazioni locali, e oggi alcuni ristoranti propongono piatti ispirati alle ricette estensi dei secoli passati.
Numerosi sono i caseifici dediti alla produzione di Parmigiano-reggiano, e grande importanza rivestono nella cucina cittadina i salumi e le preparazioni a base di maiale. Due piatti tipici della stagione invernale, ma che è possibile trovare per buona parte dell'anno nelle trattorie come nelle case modenesi, sono lo zampone, ottenuto con carne macinata di maiale insaccata nella cotica della zampa anteriore, e il cotechino, dalla lavorazione piuttosto simile, ma diverso per forma e cotenna.

Ma dal maiale si ottiene anche lo strutto indispensabile per il tipico gnocco fritto: una focaccia fritta quadrata che si accompagna molto bene ai salumi. Originaria dell'Appennino (ma gustata volentieri in città) è invece la crescentina, detta comunemente (ed impropriamente) tigella. Accanto alle tradizionali trattorie, in città sorgono oggi  numerosi locali noti come "tigellerie" o "crescenterie" per il consumo da asporto di tale prodotto.
Tradizionalmente conteso con l'antica ed eterna rivale Bologna è il tortellino, un quadretto di pasta sfoglia ripiegato su un trito di maiale, prosciutto e parmigiano reggiano (anche se le ricette variano spesso di famiglia in famiglia).
Centro della produzione del Lambrusco, la città rappresenta anche il confine ideale tra le zone di produzione del Grasparossa (prodotto sulla collina) dai lambruschi Sorbara e Salamino (prodotti nella pianura).
A Modena si trova l'Osteria Francescana, tre stelle Michelin e L'Erba del Re, una stella Michelin.

### Il carnevale
L'aspetto del carattere modenese è ben rappresentato dalla maschera della città: il Sandrone ("Sandròun"): e non è certo un caso se tra tante manifestazioni della tradizione il carnevale è quella che conserva a tutt'oggi la maggior visibilità.
Sull'origine di Sandrone vi sono varie teorie. Pare che a ogni carnevale il duca invitasse ai festeggiamenti di corte un contadino per il gusto di metterne in ridicolo la dabbenaggine e la grossolanità. Le cose cambiarono però quando a corte fu chiamato un tale Alessandro Pavironi, di Bosco di Sotto, che alle imbarazzanti domande dei convitati, escogitate proprio per metterlo in ridicolo, rispose con un'arguzia e un buon senso rimasti memorabili. Da allora la figura del "Sandrone" divenne l'emblema della saggezza del mondo contadino, contrapposto alle sofisticherie della città, dei ricchi e dei nobili.
La leggenda è simile a quella di tante fiabe popolari. Di certo vi è soltanto che il personaggio di Sandrone era già popolare nella prima metà del XIX secolo, portato sulle scene da una dinastia di attori e burattinai che si esibirono con successo anche presso la corte estense.
Ancora oggi, secondo la tradizione (tenuta in vita dalla "compagnia del Sandrone"), ogni anno il giovedì grasso Sandrone arriva a Modena. Lo accompagnano la moglie, la robusta Pulonia, e il figlio Sgorghìguelo: insieme la "famiglia Pavironica" sfila dalla stazione fino a Piazza Grande, dove i modenesi si affollano per assistere allo "sproloquio": il discorso dei tre (pronunciato nientemeno che dal balcone del Palazzo Comunale e rigorosamente in dialetto modenese!), ricco di commenti arguti sulla vita cittadina e bonarie critiche all'amministrazione e fa divertire.

## Geografia antropica

### Suddivisioni amministrative

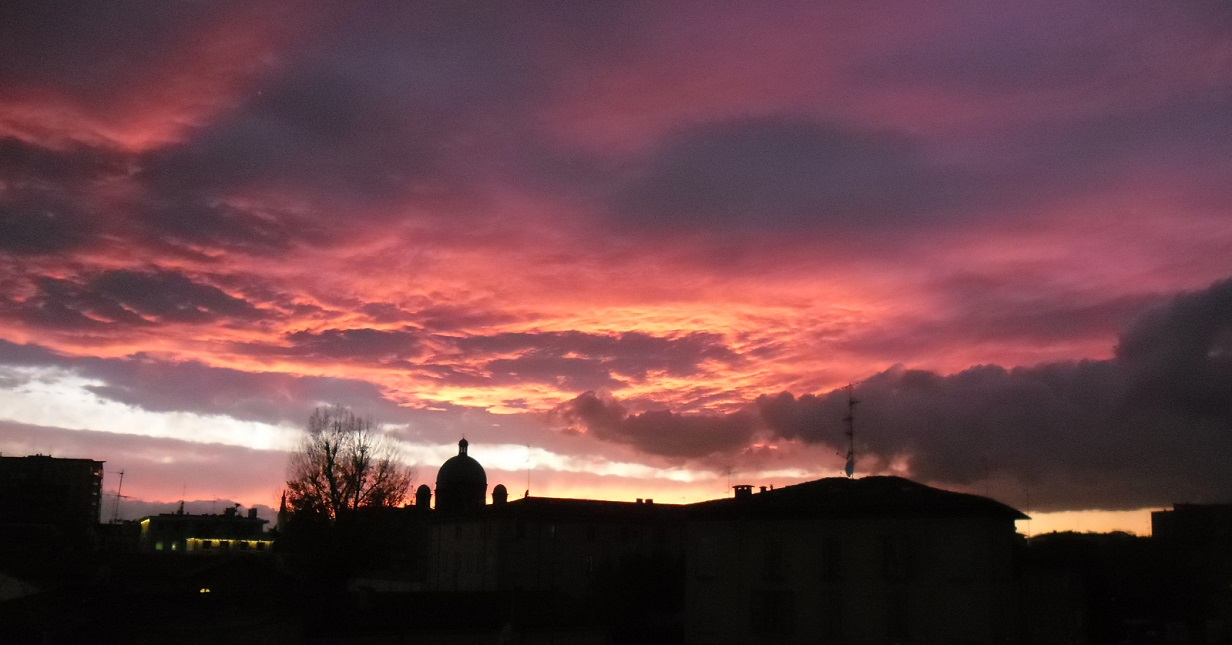
Veduta di Modena, quartiere Crocetta

L'area comunale di Modena si divide amministrativamente in quattro circoscrizioni che hanno in parte unito la suddivisione precedente: Centro storico (Centro Storico, San Cataldo), Crocetta (San Lazzaro-Modena Est, Crocetta), Buon Pastore (Buon Pastore, Sant'Agnese, San Damaso) e San Faustino (S.Faustino-Saliceta San Giuliano, Madonnina-Quattro Ville); ognuna delle quali dotata di una certa autonomia locale, di servizi specifici e di organi di delibera e consiglio.
Il comune è pertanto così suddiviso:
| Quartiere      | Superficie in km² | Popolazione | Densità ab./km² |
| -------------- | ----------------- | ----------- | --------------- |
| Centro storico | 3,03              | 26 193      | 7 654           |
| Crocetta       | 44,45             | 49 767      | 1 051           |
| Buon Pastore   | 53,24             | 58 194      | 1 093           |
| S.Faustino     | 82,91             | 56 926      | 626             |
| Totale Modena  | 183,63            | 185 985     | 1 007,9         |

### Area metropolitana

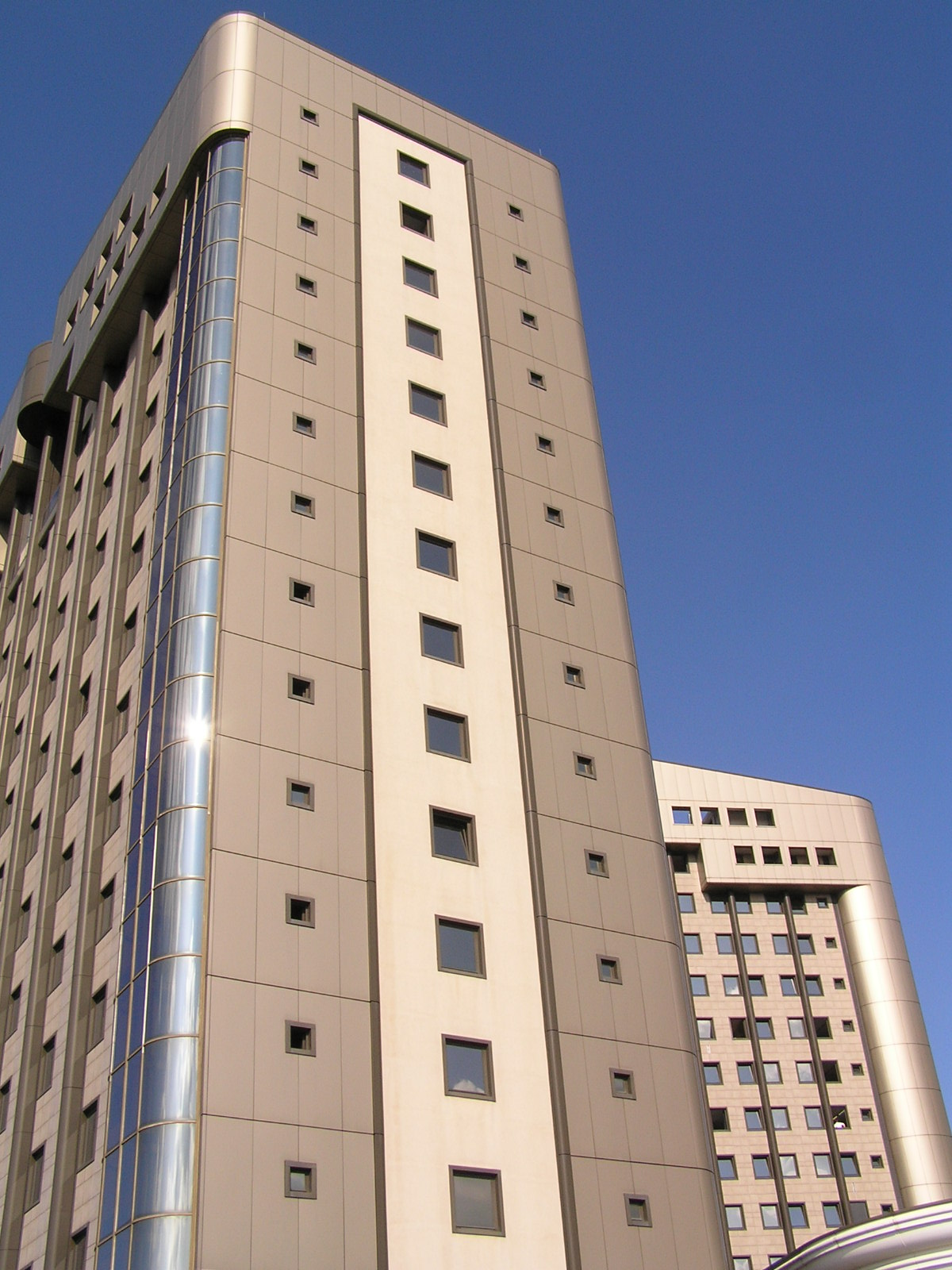
Zona periferica nei pressi del Direzionale 70 e del Modena 2. Residenza universitaria.

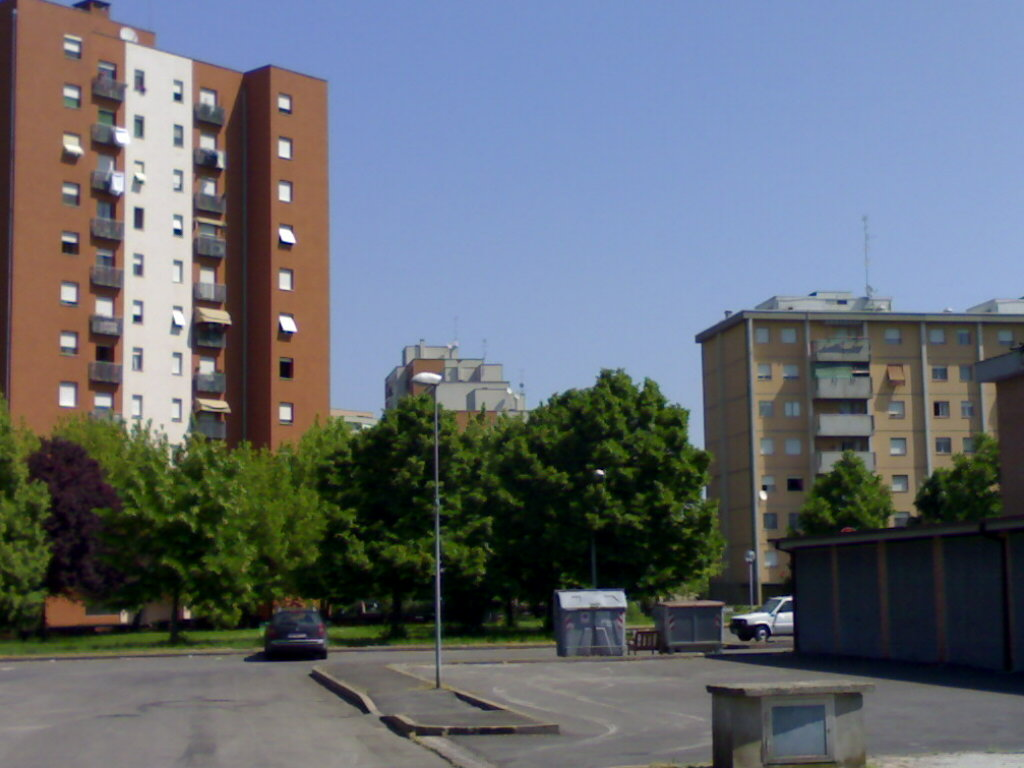
Periferia sud, Via Tignale Del Garda

L'area metropolitana di Modena, seppure non costituisca una realtà istituzionalizzata (non esiste nessun organo sovracomunale che la rappresenti, situazione comune a tutte le aree metropolitane italiane), è una realtà vissuta ogni giorno da centinaia di migliaia di persone che si spostano all'interno di essa per lavorare, fare acquisti, vivere e divertirsi.
A differenza di molti agglomerati basati solo sulla continuità urbana, l'area metropolitana di Modena è definita anche da collegamenti regolari e costanti tra le sue parti. La mobilità è garantita dal trasporto urbano ed extraurbano dell'azienda di trasporto regionale tra Modena, Reggio Emilia e Piacenza (SETA) e dalla ferrovia Modena-Sassuolo, che collega le due stazioni della città e prosegue fino al nuovo polo ospedaliero di Baggiovara, continuando poi fino ai centri di Casinalbo, Formigine, Fiorano Modenese e Sassuolo. Altrettanto usate anche le linee ferroviarie Modena-Carpi (con fermate a Soliera, e prosecuzione per Rolo-Novi-Fabbrico), Modena-Rubiera (RE) e la Modena-Castelfranco Emilia.
Il totale dell'area ha una popolazione di 458.318 abitanti e comprende la città di Modena, la sua periferia e le città di Soliera, Carpi, Rolo (RE), Novi, Fabbrico (RE), Campogalliano, Castelfranco Emilia, Rubiera (RE), Formigine, Maranello, Fiorano e Sassuolo.

## Economia
La città è economicamente una delle maggiori realtà europee. Infatti, nella provincia hanno sede importanti industrie alimentari (tra cui Grandi Salumifici Italiani, Cremonini e Fini, centri di produzione del Parmigiano Reggiano e della lavorazione del maiale - a cui Castelnuovo Rangone, il cuore di questo settore, ha dedicato addirittura un monumento), metalmeccaniche (Modena, così come la sua provincia, può essere considerata la Capitale Mondiale dell'Automobilismo Sportivo con le sedi della Ferrari a Maranello, della Maserati in città, della Pagani a San Cesario sul Panaro e fino a pochi anni fa la De Tomaso in periferia e la Bugatti a Campogalliano. Inoltre ad una decina di chilometri dalla città, ma già in provincia di Bologna, nel comune di Sant'Agata Bolognese si trova la sede di un'altra storica azienda del settore, la Lamborghini). Viene anche considerata la capitale mondiale delle ceramiche (o della piastrella), grazie alle aziende di spicco che si trovano nei territori di Sassuolo e Fiorano Modenese. Notevole l'industria tessile nel territorio di Carpi e quella biomedica nel comune di Mirandola.

### Industria automobilistica
Soprattutto negli anni '50 e '60 a Modena sono nate e si sono sviluppate molte aziende nel settore automobilistico (carrozzerie e motori).
Tra queste si evidenziarono la Carrozzeria Fantuzzi di Medardo Fantuzzi, la Carrozzeria Neri & Bonacini di Giorgio Neri e Luciano Bonacini, la Carrozzeria Scaglietti di Sergio Scaglietti, la Carrozzeria Sports Cars di Piero Drogo, la Stanguellini di Vittorio Stanguellini.
In tutto il mondo queste aziende vengono considerate tra le eccellenze del settore.
Nella provincia di Modena hanno sede diverse case automobilistiche: Ferrari, Maserati, Pagani e per qualche tempo vi ha avuto sede anche la Bugatti.
Si può ricordare anche la sede dell'azienda produttrice di autogrù PM.

### Artigianato
Per quanto riguarda l'artigianato, Modena è rinomata soprattutto per la produzione di strumenti musicali, tra i quali i violini e i violoncelli, grazie all'antica arte della liuteria.

### Industria alimentare
Modena presenta inoltre un'importante produzione alimentare che contribuisce alla grandezza della sua economia. Gli elementi principali di esportazione in ogni parte del mondo sono tipi di pasta ripiena (tortellini e affini), salumi di ogni genere (tra i quali zampone e cotechino), formaggi (in primis Parmigiano Reggiano) e soprattutto vini (dei quali il più caratteristico è il Lambrusco).

## Infrastrutture e trasporti

### Strade
Modena costituisce un fondamentale nodo autostradale e stradale a livello nazionale: è proprio qui che nasce infatti l'Autostrada A22 del Brennero, unico collegamento stradale diretto tra Italia e centro Europa, e sempre a Modena essa si unisce con l'Autostrada A1 del Sole. A livello locale, l'infrastruttura più importante e recente è la Tangenziale di Modena.

### Ferrovie
La stazione di Modena si trova sulla linea Milano-Bologna, è capolinea della linea per Mantova e Verona e della linea FER per Sassuolo.
In passato Modena era al centro di un fitto sistema di trasporti su rotaia che la collegavano al restante territorio provinciale con tre linee ferroviarie e le due tranvie a vapore Modena-Maranello e Castelfranco-Bazzano. Altre due linee ferroviarie vennero progettate ma mai realizzate completamente.
All'interno del territorio comunale sono attive tre stazioni destinate al servizio viaggiatori: Modena, gestita da Centostazioni S.p.A.; Quattro Ville, sulla Ferrovia Verona-Modena; e Modena Piazza Manzoni, sulla linea regionale per Sassuolo. Quest'ultima linea comprende all'interno del territorio comunale anche tre fermate: Modena Policlinico, Modena Fornaci, Baggiovara Ospedale, mentre la fermata Baggiovara si trova subito dopo il confine nel territorio del comune di Formigine.

### Mobilità urbana
Il trasporto pubblico urbano è gestito da SETA S.p.A..
È in servizio un'estesa rete filoviaria, costituita da 3 linee, che nel 1950 sostituì la rete tranviaria di Modena.

### Aeroporto
Nella frazione di Marzaglia si trova l'Autodromo di Modena e l'Aeroporto di Modena, dove ha sede l'Aero Club Modena.

### Eliporto
In città sono disponibili alcuni eliporti (Ospedale Policlinico, Ospedale Civile - Baggiovara, Vigili del fuoco) non aperti al traffico generale.

## Amministrazione
Dopo la Liberazione, Modena è stata ininterrottamente governata da maggioranze di sinistra.
Si tratta di una delle poche realtà in Italia a non avere ancora sperimentato un'alternanza al potere tra soggetti politici contendenti.
| Periodo    | Periodo    | Primo cittadino              | Partito                                                    | Carica                        | Note |
| ---------- | ---------- | ---------------------------- | ---------------------------------------------------------- | ----------------------------- | ---- |
| 1859       | 1859       | Luigi Carlo Farini           |                                                            | Governatore province modenesi | -    |
| 1859       | 1860       | Egidio Boni                  |                                                            | Sindaco                       | -    |
| 1860       | 1863       | Gaetano Parenti              |                                                            | Sindaco                       | -    |
| 1863       | 1864       | Claudio Sandonnini           |                                                            | Sindaco                       | -    |
| 1864       | 1867       | Giuseppe Campori             |                                                            | Sindaco                       | -    |
| 1867       | 1875       | Luigi Tardini                |                                                            | Sindaco                       | -    |
| 1875       | 1881       | Claudio Sandonnini           |                                                            | Sindaco                       | -    |
| 1881       | 1887       | Giuseppe Triani              |                                                            | Sindaco                       | -    |
| 1887       | 1892       | Paolo Menafoglio             | Sinistra storica                                           | Sindaco                       | -    |
| 1892       | 1893       | Gennaro Minervini            |                                                            | Sindaco                       | -    |
| 1893       | 1895       | Gennaro Tosi Bellucci        |                                                            | Sindaco                       | -    |
| 1895       | 1896       | Benito Malmusi               |                                                            | Sindaco                       | -    |
| 1896       | 1897       | Francesco Zironi             |                                                            | Sindaco                       | -    |
| 1897       | 1897       | Mario Rebucci                |                                                            | Sindaco                       | -    |
| 1897       | 1898       | Francesco Zironi             |                                                            | Sindaco                       | -    |
| 1898       | 1900       | Gennaro Tosi Bellucci        |                                                            | Sindaco                       | -    |
| 1900       | 1900       | Gino Buganza                 |                                                            | Sindaco                       | -    |
| 1900       | 1908       | Luigi Albinelli              | Liberale moderato                                          | Sindaco                       | -    |
| 1908       | 1910       | Pier Luigi San Donnino       |                                                            | Sindaco                       | -    |
| 1910       | 1910       | Filippo Pino                 |                                                            | Sindaco                       | -    |
| 1910       | 1912       | Cesare Pagani                |                                                            | Sindaco                       | -    |
| 1912       | 1913       | Ulrico Marchesani            |                                                            | Sindaco                       | -    |
| 1913       | 1914       | Pier Luigi San Donnino       | Liberale moderato                                          | Sindaco                       | -    |
| 1914       | 1919       | Giuseppe Gambigliani Zoccoli | Liberale moderato                                          | Sindaco                       | -    |
| 1920       | 1920       | Italo Pio                    |                                                            | Sindaco                       | -    |
| 1920       | 1921       | Ferruccio Teglio             | Partito Socialista Italiano                                | Sindaco                       | -    |
| 1921       | 1922       | Bartolomeo Andreoli          |                                                            | Commissario Prefettizio       | -    |
| 1922       | 1925       | Fausto Bianchi               | Partito Nazionale Fascista                                 | Sindaco                       | -    |
| 1925       | 1926       | Antonio Rizzi                |                                                            | pro-Sindaco                   | -    |
| 05/1926    | 12/1926    | Antonio Boragno              | Partito Nazionale Fascista                                 | Commissario Prefettizio       | -    |
| 12/12/1926 | 21/03/1940 | Guido San Donnino            | Partito Nazionale Fascista                                 | Podestà                       | -    |
| 1940       | 1943       | Giuseppe Giannuzzi           | Partito Nazionale Fascista                                 | Commissario Prefettizio       | -    |
| 28/04/1943 | 28/07/1943 | Carlo Vandelli               | Partito Nazionale Fascista                                 | Podestà                       | -    |
| 1943       | 1945       | Mirko Manzotti               | Partito Fascista Repubblicano                              | Podestà                       | -    |
| 1945       | 1962       | Alfeo Corassori              | Partito Comunista Italiano                                 | Sindaco                       | -    |
| 1962       | 1972       | Rubes Triva                  | Partito Comunista Italiano                                 | Sindaco                       | -    |
| 1972       | 1980       | Germano Bulgarelli           | Partito Comunista Italiano                                 | Sindaco                       | -    |
| 1980       | 1987       | Mario Del Monte              | Partito Comunista Italiano                                 | Sindaco                       | -    |
| 1987       | 1992       | Alfonsina Rinaldi            | Partito Comunista Italiano                                 | Sindaco                       | -    |
| 1992       | 1994       | Pier Camillo Beccaria        | Partito Democratico della Sinistra                         | Sindaco                       | -    |
| 1994       | 1995       | Mariangela Bastico           | Partito Democratico della Sinistra                         | Sindaco                       | -    |
| 1995       | 2004       | Giuliano Barbolini           | Partito Democratico della Sinistra/Democratici di Sinistra | Sindaco                       | -    |
| 2004       | 2014       | Giorgio Pighi                | Democratici di Sinistra/Partito Democratico                | Sindaco                       | -    |
| 2014       | 2019       | Gian Carlo Muzzarelli        | Centro-sinistra                                            | Sindaco                       | -    |
| 2019       | 2024       | Gian Carlo Muzzarelli        | Centro-sinistra                                            | Sindaco                       | -    |
| 2024       | in carica  | Massimo Mezzetti             | Centro-sinistra                                            | Sindaco                       | -    |

### Gemellaggi
Il comune di Modena è gemellato con:
- Almaty
- Benxi
- Linz
- Londrina
- Novi Sad
- Saint Paul

### Consolati
È presente il consolato onorario del Cile.

## Sport
Lo sport a Modena si articola in numerose attività. Società e atleti modenesi hanno conseguito titoli a livello italiano e internazionale.